# Naufragio della Costa Concordia
Il naufragio della Costa Concordia è stato un sinistro marittimo "tipico" occorso nella notte tra il 13 e il 14 gennaio 2012.
La nave da crociera Costa Concordia, di proprietà della compagnia di navigazione Costa Crociere (del gruppo Carnival), salpata dal porto di Civitavecchia alla volta di Savona per l'ultima tappa di una crociera, e comandata da Francesco Schettino, alle ore 21:45:07 del 13 gennaio, giunta nelle acque dell'arcipelago toscano nei pressi dell'Isola del Giglio, entrò in collisione con il gruppo di scogli detti delle Scole, riportando l'apertura di una falla lunga circa 35,59 metri sul lato di sinistra della carena.
L'impatto provocò la brusca interruzione della navigazione, un forte sbandamento e il conseguente incaglio sullo scalino roccioso del basso fondale prospiciente Punta Gabbianara, a Nord di Giglio Porto, seguito dalla parziale sommersione della nave. Il fatto causò la morte di 32 persone tra i passeggeri e i membri dell'equipaggio e, nel successivo processo, il comandante Schettino fu condannato a 16 anni di reclusione. La tragedia costituisce uno dei più gravi incidenti marittimi della storia italiana; la Costa Concordia è stata la nave di maggior tonnellaggio nella storia a essere stata vittima di naufragio.

## Dinamica dell'incidente

### La rotta e l'impatto con gli scogli
La Costa Concordia, motonave da crociera costruita nei cantieri navali Fincantieri di Sestri Ponente tra il 2004 e il 2006, di circa 290 metri di lunghezza e poco più di 114 000 tonnellate di stazza lorda, salpò dal porto di Civitavecchia alle 18:57 di venerdì 13 gennaio 2012, per l'ultima tappa della crociera Profumo d'agrumi nel Mar Mediterraneo, con 4 229 persone a bordo, di cui 3 216 passeggeri e 1 013 membri dell'equipaggio agli ordini del comandante Francesco Schettino, 51 anni. La nave aveva iniziato la crociera dal porto di Savona, aveva fatto scalo presso Marsiglia, Barcellona, Palma di Maiorca, Cagliari, Palermo e Civitavecchia e stava ritornando verso Savona, come previsto dall'itinerario. Uscita dal porto di Civitavecchia alle 19:18 con una velocità di 15,5 nodi, la nave prese poi la rotta 302° alla velocità di 16 nodi, seguendo l'itinerario usualmente percorso dalle navi della compagnia nel tratto da Civitavecchia a Savona. Alle 21:04, nel punto di latitudine 042°18'.9258 N e di longitudine 011°09'.6008 E, la nave lasciò la rotta usuale, assumendo quella di 278° con una velocità di 15,5 nodi, per una manovra di passaggio ravvicinato (nota come «inchino» o «saluto») presso l'isola del Giglio, prevista da prima della partenza e richiesta, secondo quanto deposto dal comandante Schettino, dal maître Antonello Tievoli, possessore di una casa sull'isola.
Nei pressi dell'isola, essendo in rotta di collisione, la nave si sarebbe dovuta dirigere verso Nord per riprendere la normale navigazione parallela alla costa. Alle 21:36 il primo ufficiale di coperta Ciro Ambrosio, al quale in quel momento era affidata la conduzione della navigazione, ordinò al timoniere Jacob Rusli Bin di assumere rotta 290°. Il comandante Schettino salì in plancia alle 21:34, poco dopo aver avuto una breve conversazione telefonica sulla profondità del fondale con un ex comandante in pensione, Mario Terenzio Palombo, ed assunse il comando alle 21:39. Schettino subito ordinò rotta 300° e velocità 16 nodi, e, mezzo minuto più tardi, rotta 310° e poi 325° in modo da proseguire l'accostata per l'avvicinamento all'isola del Giglio. Alle 21:42 e alle 21:43 Schettino ordinò rotta 330° e poi in rapida successione 335°, 340° e 350°, per passare davanti all'abitato di Giglio Porto tenendosi il più sottocosta possibile, volendo emettere dei fischi di saluto.

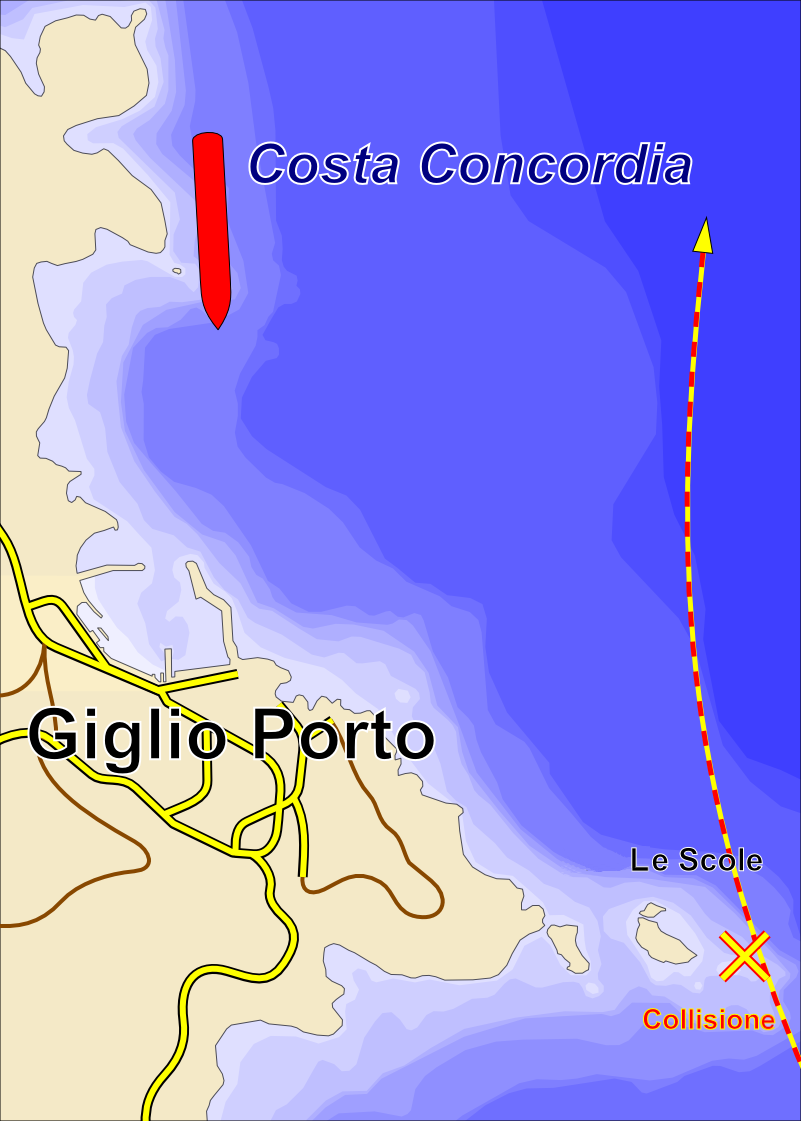
Il profilo del fondale marino al largo della costa dell'isola con la posizione del relitto e il punto approssimativo di impatto

La nave giunse così a 450 metri dagli scogli, distanza che poi scese a 160 metri; alle 21:44:14, in posizione 042°21'.1991 N e 010°55'.9146 E, il comandante, accorgendosi di essere troppo vicino all'isola e fuori dalla rotta prevista, ordinò di accostare con il timone per 10° a dritta, dopo 4 secondi per 20° a dritta, e, alle 21:44:21, ordinò "hard to starboard" (tutta la barra a dritta). Alle 21:44:37, avendo notato che la poppa sarebbe entrata in collisione con gli scogli se l'accostata a dritta fosse continuata, ordinò barra al centro per interrompere la manovra; ordinò poi alle 21:44:44 di dare timone per 10° a sinistra ed alle 21:44:46 per 20° a sinistra, tuttavia il timoniere Rusli Bin non comprese correttamente questi ultimi ordini e accostò invece a dritta. Alle 21:45:05 Schettino, probabilmente rendendosi conto dell'errore, ordinò "hard to port" (tutta la barra a sinistra), ma due secondi più tardi, in posizione 042°21'.4100 N e 010°55'.8510 E, a 14,2 nodi e con prora per 007°, la nave si scontrò con il più piccolo degli scogli delle Scole, nei pressi dell'Isola del Giglio, a 96 metri dalla riva e a 8 metri di profondità (l'ordinanza del GIP di Grosseto che ha convalidato solo gli arresti domiciliari parla però di una distanza di 0,28 miglia marine, cioè 518 metri dalla costa).

### Il naufragio

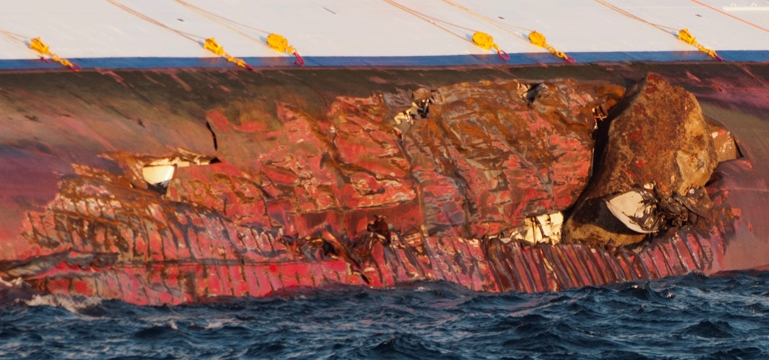
La falla apertasi nello scafo a causa della collisione e, sulla destra della foto, il pezzo di scoglio rimasto incastrato tra le lamiere

Dai calcoli della Guardia costiera la collisione avrebbe rallentato bruscamente la Costa Concordia, portandola dalla velocità di crociera di 15,8 nodi a circa 6 (da 28 a 11 km/h). L'acqua riversatasi all'interno della falla – lunga 35 metri, tra le ordinate 44 e 140 (compartimenti da 4 a 8), e alta 7,3 metri – aperta dall'urto sul lato di sinistra dello scafo, pose subito fuori uso i motori elettrici principali e i generatori a gasolio, causando un black out pochi secondi dopo l'impatto e privando la nave della propulsione.  In breve tempo furono completamente allagati i compartimenti 4, 5, 6 e 7 sino all'altezza del ponte 0 (furono così sommersi il quadro elettrico principale, i motori elettrici principali e tutti i generatori Diesel); anche le pompe ordinarie vennero sommerse, non risultando così utilizzabili per rallentare o impedire l'allagamento della nave.
L'allagamento interessò anche il compartimento 8, dove fu tuttavia più lento a causa di una lacerazione del fasciame di minori dimensioni. La nave era stata progettata per mantenere la galleggiabilità con due compartimenti contigui allagati. A causa dell'estensione del danno, la rapidità dell'allagamento dei compartimenti dal 4 al 7 fu tale da impedire ogni misura di controllo o esaurimento. Subito dopo l'impatto, mentre in plancia scattavano numerosi allarmi per le diverse avarie insorte, venne ordinata la chiusura delle porte stagne di poppa, che erano tuttavia già tutte chiuse tranne due (situate in un locale lavanderia del ponte B, a prora, non coinvolto nell'allagamento), chiuse anch'esse nel giro di due minuti.
Il surriscaldamento del generatore Diesel d'emergenza ne causò lo spegnimento, impedendo anche l'uso di pompe e timoni e, sembra, delle porte degli ascensori, rendendo la nave completamente e definitivamente ingovernabile. Nel giro di cinque minuti tutti gli ufficiali non in servizio, allertati dall'urto e dallo sbandamento, raggiunsero i propri posti di servizio; alle 21:49 il direttore di macchina Giuseppe Pilon riferì in plancia, su richiesta di Schettino, che la nave stava imbarcando una notevole quantità d'acqua; alle 21:51 Pilon riferì che il quadro elettrico principale era allagato, alle 21:58 i comandanti in seconda Roberto Bosio e Dimitrios Christidis (quest'ultimo non ancora in carica) riportarono che l'acqua era giunta al ponte 0, le pompe non erano funzionanti e i locali dei generatori Diesel 1, 2 e 3 allagati. Sempre alle 21:58 Schettino contattò telefonicamente il capo dell'unità di crisi della flotta di Costa Crociere, Roberto Ferrarini, riferendo brevemente l'accaduto e la situazione. Alle 22:00, il primo ufficiale Giovanni Iaccarino, inviato insieme con Christidis a controllare i locali, riferì che i locali PEM (motori elettrici principali) e DG (generatori Diesel) 1, 2 e 3 erano allagati.
Alle 22:02 Costa Concordia venne contattata dalla capitaneria di porto di Civitavecchia, cui Schettino fece rispondere dapprima chiedendo l'invio di un rimorchiatore e poi dicendo che era in corso un blackout e la valutazione sul da farsi, e alle 22:09 dall'Ufficio circondariale marittimo di Porto Santo Stefano, che ricevette nuovamente la risposta che era in corso un blackout. Alle 22:10 il direttore di macchina Pilon riferì che anche i locali DG 4, 5 e 6 erano allagati. Alle 22:06 avvenne un altro contatto tra Ferrarini e Schettino, dove quest'ultimo lo informava sulla perdita di propulsione della nave e sulla mancanza di elementi per prevedere la sommersione della stessa. Dopo 27 minuti dall'urto, la capitaneria di porto di Livorno si mise in comunicazione con la Costa Concordia per assicurarsi dello stato della nave, dopo che alle 22:06 i Carabinieri di Prato avevano ricevuto una telefonata di un parente di un passeggero che parlava di cedimento del soffitto del ristorante e dell'ordine d'indossare i giubbotti salvagente e richiedeva informazioni sullo stato delle cose.
Nel frattempo i passeggeri, allarmati dall'impatto e dal blackout, si erano istintivamente radunati ai punti di riunione (muster station), in attesa di informazioni. Alle 21:54 e alle 22:05 fu annunciato che il blackout era dovuto a un problema ai generatori elettrici, senza parlare della falla e dell'allagamento. Alle 22:13, su richiesta della capitaneria di porto di Livorno, il Comando di bordo ammise che era in atto un blackout (in corso già da 20 minuti). La capitaneria di Livorno aveva individuato la nave mediante l'AIS e l'aveva contattata per chiedere se vi fossero problemi a bordo. Dalla nave avevano risposto minimizzando la gravità della situazione, ammettendo di avere una difficoltà ma affermando di poterla risolvere in breve tempo, senza menzionare la falla e l'allagamento. Alle 22:17 Schettino chiamò nuovamente Ferrarini per aggiornarlo sulla situazione, sostenendo che i compartimenti allagati fossero due e che in tali condizioni permaneva la galleggiabilità della nave. Alle 22:20 circa venne attivato il generatore d'emergenza e fu detto ai passeggeri che il guasto era stato risolto e che potevano ritornare alle cabine. Schettino chiese di nuovo conferma dell'allagamento dei motori principali alle 22:21 e poi alle 22:24, quindi alle 22:25 riferì infine della falla e dell'allagamento alla capitaneria di Livorno, chiedendo l'invio di rimorchiatori (richiesta poi reiterata alle 22:40, parlando di necessità urgente di rimorchiatori) e sostenendo che tutti i passeggeri avessero indossato i giubbotti salvagente (quando in realtà non era ancora stata dichiarata l'emergenza, non erano state fornite istruzioni in tale senso e non era stato fatto alcun controllo). Alle 22:24 la Costa Concordia, fino ad allora sbandata sulla sinistra, mutò improvvisamente il proprio sbandamento, cominciando a inclinarsi sulla dritta.
Alle 22:26 gli ufficiali di macchina spiegarono di nuovo all'ufficiale alla sicurezza Martino Pellegrini che tutta la sala macchine ed i locali connessi erano completamente allagati, l'acqua era al ponte 0 e ne stava fuoriuscendo e non era possibile mettere in moto niente, nemmeno le pompe; alle 22:27 Schettino, in una nuova conversazione con Ferrarini, annunciò che i compartimenti allagati erano tre e che "le cose si stanno mettendo male"; alle 22:29 Laccarino annunciò che la situazione era insostenibile, essendo l'acqua giunta agli ascensori di poppa e in continuo aumento, passando attraverso una porta tagliafuoco, e Bosio riferì che i passeggeri stavano cominciando a salire sulle lance di salvataggio di propria iniziativa (giungendo anche ad aggredire membri dell'equipaggio che tentavano d'impedirlo). Alle 22:31 Schettino ordinò l'evacuazione del personale che si trovava nelle aree allagate. Alle 22:33:40 venne lanciato il segnale di emergenza generale, composto da sette fischi brevi e uno lungo, alle 22:36 fu chiesto ai passeggeri tramite annuncio vocale di riunirsi ai punti di riunione (muster station) e seguire le istruzioni dell'equipaggio mantenendo la calma, invito ripetuto alle 22:43 aggiungendo di indossare il giubbotto salvagente e spiegando che si era in prossimità dell'isola del Giglio e che le lance si sarebbero dirette verso la costa; alle 22:38 fu comunicato alla capitaneria di Livorno che era stato dato il "distress" e alle 22:54, dietro esplicita richiesta della capitaneria di Livorno e dopo varie sollecitazioni da parte degli ufficiali e dopo che Schettino lo aveva preannunciato a Ferrarini, venne infine ordinato l'abbandono della nave dal comandante in seconda Bosio, ben 69 minuti dopo l'impatto con lo scoglio. Alle 22:45, intanto, era stato ordinato di dare fondo all'ancora di dritta, e alle 22:48 a quella di sinistra. La nave si stava progressivamente appoppando, sino a toccare il fondale con la poppa, sulla dritta.

### Evacuazione e primi soccorsi
Le lance di dritta sono state "sbracciate" alle 22:47, già cariche di passeggeri, il che ha accentuato lo sbandamento sulla dritta della nave; l'ammaino ha avuto inizio alle 22:50 sotto la direzione dell'ufficiale alla sicurezza della nave (safety officer) Martino Pellegrini e dell'ufficiale istruttore alla sicurezza (safety trainer officer) Andrea Bongiovanni (ma il primo ufficiale di coperta Ciro Ambrosio, sul lato di dritta al ponte 4, lo aveva già ordinato di propria iniziativa dopo il segnale di emergenza generale). Alle 22:58, mentre da Giglio Porto usciva il traghetto Aegilium per dare assistenza, sono state calate le prime lance e zattere, cominciando da quelle di poppa dritta, ed entrambe le ancore, e sei minuti dopo la Costa Concordia si è incagliata, fortemente sbandata sulla dritta, presso Cala del Lazzaretto.
In navigazione in zona vi era il guardacoste G. 104 Apruzzi della Guardia di Finanza, che è stata la prima unità a intervenire, giungendo sul posto alle 22:16, e a cui alle 22:39 la sala operativa della Guardia costiera di Livorno ha dato il compito di coordinatore sul posto (O.S.C. - on scene commander). Alle 22:28 la capitaneria di Livorno, su ordine del capitano di fregata Gregorio de Falco, ha disposto il dirottamento sul luogo di tutte le navi presenti in zona: alle 22:29 ha ricevuto ordine di dirottamento la chimichiera Alessandro F., seguita un minuto dopo dal traghetto merci Giuseppe Sa. Alle 22:36 la capitaneria di Livorno ha ordinato a Circomare Porto Santo Stefano di far partire una motovedetta SAR e alle 22:42 ha richiesto con urgenza a Compamare Civitavecchia di inviare un rimorchiatore (due rimorchiatori sono infatti partiti da tale porto otto minuti più tardi). Alle 22:55 è stato ordinato il decollo di un elicottero da Sarzana, mentre da Portoferraio veniva fatta partire la motovedetta CP 892; alle 23:03 è stata ordinata la partenza da Livorno di altre due motovedette, la CP 286 (partita alle 23:40) e la CP 406. Si sono dirette sul posto anche le motovedette CP 803 e PS 468 (quest'ultima della Polizia di Stato), che si trovavano già in mare.
Mentre le lance, dopo la messa a mare, si dirigevano verso il vicino porto dell'Isola del Giglio, le zattere sono state soccorse dalla CP 803, che ha trasbordato i loro occupanti sull'Aegilium.  I passeggeri di Costa Concordia sono stati evacuati per la maggior parte dall'equipaggio mediante le lance, e per il resto da imbarcazioni civili, tra cui il già citato traghetto della Toremar, Aegilium, presente nel porto dell'isola, e mezzi di soccorso della Guardia costiera, dei Vigili del fuoco, dei Carabinieri, della Guardia di Finanza, della Polizia di Stato e dell'Aeronautica Militare. Inizialmente la preparazione di lance e zattere si è svolta con celerità, ma già alle 23, a causa del crescente sbandamento (passato dai 4°-5° delle 22:27 ai 10° delle 22:30, ai 10°-15° delle 22:46 e poi ai 25°-30° delle 23:11), una zattera risultava incastrata sul lato di sinistra. L'ammaino delle lance di sinistra, dopo una richiesta del secondo ufficiale Simone Canessa, è stato ordinato da Schettino alle 23:03.

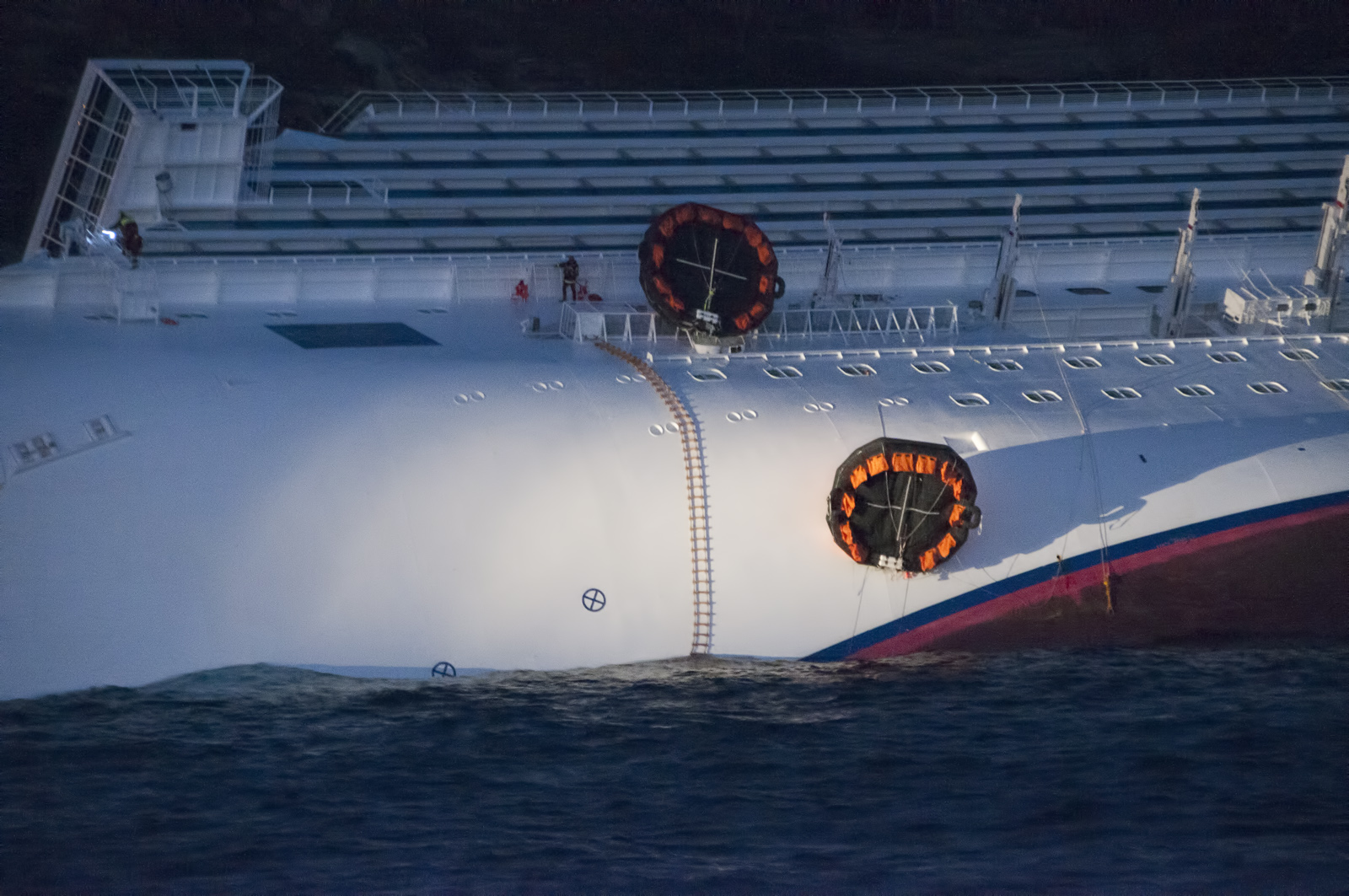
Le due zattere rimaste bloccate a prora sinistra. Sono visibili soccorritori impegnati nel salvataggio di persone rimaste intrappolate.

Alle 23:11 Schettino comunicava al telefono con Ferrarini riferendo che lo scarroccio verso acque meno profonde era andato a buon fine e di aver già dato fondo alle due ancore, che la poppa era appoggiata sul basso fondale e che la nave non poteva muoversi dal punto in cui si trovava, oltre a riferire che le operazioni di sbarco con le lance di salvataggio erano già cominciate e a segnalare la presenza di una motovedetta e di un traghetto (l'Aegilium) in assistenza. Alle 23:15 la nave ha cominciato a inclinarsi lentamente, e dopo essersi coricata sul fianco di dritta, anche il generatore d'emergenza è saltato, lasciando al buio i passeggeri rimasti a bordo.
Il comandante Schettino ha lasciato la plancia alle 23:19. Alle 23:23 è stata ordinata la partenza di un rimorchiatore da Piombino (alle 23:35 è infatti partito l'Algerina Neri) ed è stato domandato all'Aegilium, su richiesta della Costa Concordia, se avesse potuto spingere quest'ultima da sinistra, ottenendo però risposta negativa. Alle 23:25 è salpata da Portoferraio la motovedetta CP 2117, e tre minuti dopo hanno lasciato Civitavecchia le CP 305 e CP 2104; Alle 23:32 la capitaneria di porto di Fiumicino ha disposto la partenza della motovedetta CP 284, che è partita alle 00:20; alle 23:36 anche il traghetto Cruise Barcelona ha assunto rotta per il luogo del disastro, mentre alle 23:45 è uscito da Civitavecchia un terzo rimorchiatore. Alle 23:40 il pattugliatore G 104 Apruzzi della Guardia di Finanza ha comunicato che lo sbandamento della nave sulla dritta era divenuto tale da far scoprire la falla sul lato di sinistra, e in aumento; a mezzanotte un ulteriore incremento nello sbandamento ha impedito di proseguire l'imbarco dei passeggeri sulle lance.
Tutte le lance e zattere di dritta, cui era stata data la precedenza rispetto a quelle del lato opposto, erano già state messe a mare entro quest'ora, mentre tre delle imbarcazioni (la lancia numero 6 e i tender numero 12 e 16) e parte delle zattere di sinistra (tre delle quali, due a prora e una a poppa, sono rimaste bloccate sulla murata) non hanno potuto essere ammainate. I primi soccorsi, nell'immediatezza, sono stati portati dalla popolazione dell'Isola del Giglio, che spontaneamente si è messa a disposizione con la messa in mare di alcune barche e l'assistenza alle persone che raggiungevano la riva con i mezzi di salvataggio della nave; un primo punto di raccolta dei naufraghi è stato allestito nella locale chiesa della Madonna del Giglio, appositamente aperta come anche alcune strutture commerciali ricettive e di ristoro. Successivamente è arrivato sull'isola il traghetto della Maregiglio Dianium con a bordo medici del 118, soccorritori e due ambulanze della Misericordia di Porto Santo Stefano. Il numero elevato di persone in rapporto alla popolazione dell'isola ha generato una emergenza sanitaria dovuta anche alla carenza di farmaci.

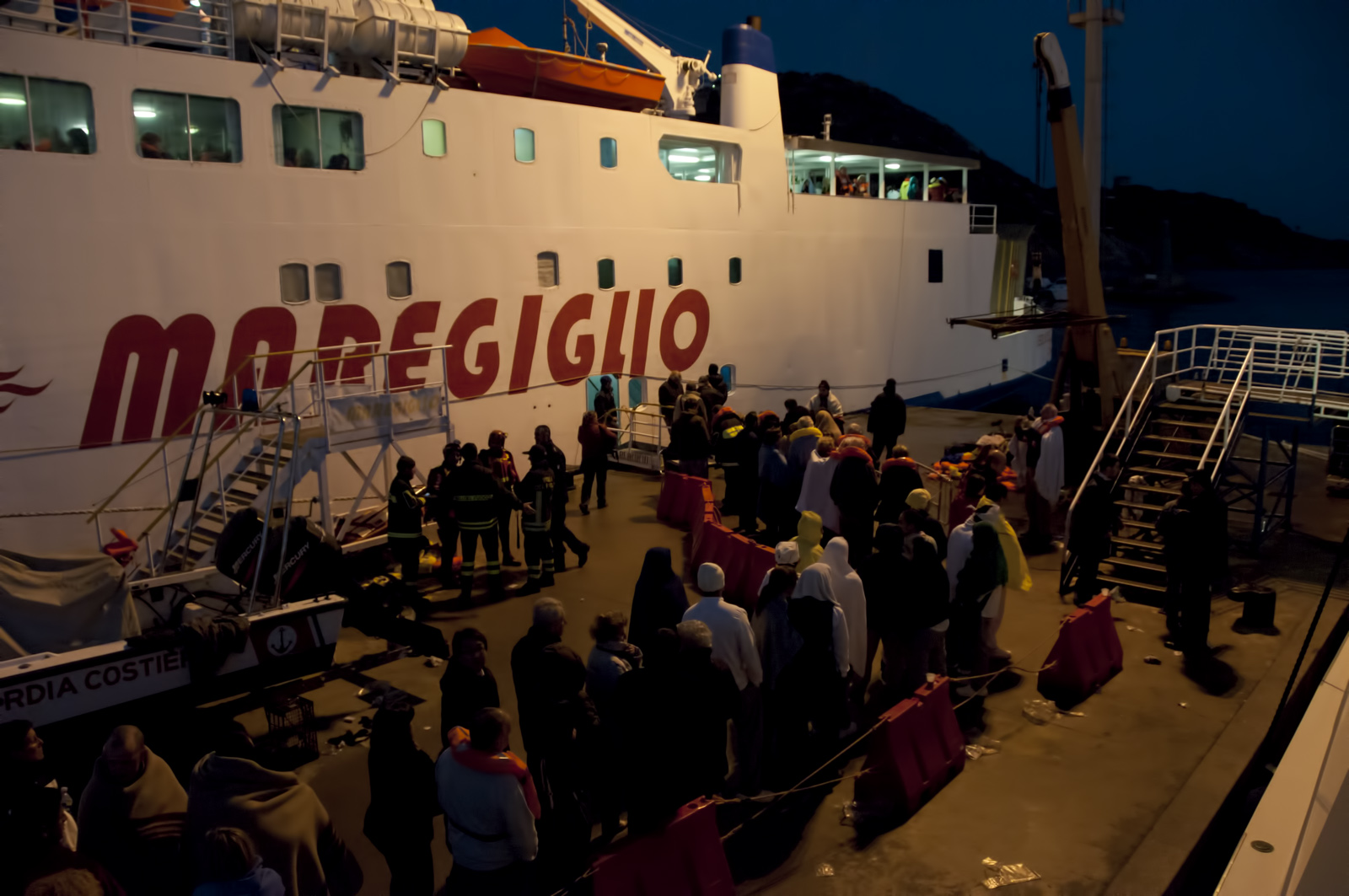
Naufraghi della Costa Concordia in attesa di lasciare l'Isola a bordo del traghetto Isola del Giglio della compagnia Maregiglio

Le lance, dopo aver messo a terra i passeggeri nel vicino porto e imbarcato alcuni gigliesi giunti per dare aiuto (tra di essi il vicesindaco Mario Pellegrini, poi salito sulla nave per dare assistenza), sono tornate verso la nave e si sono portate sottobordo sul lato di dritta per imbarcare altri passeggeri, che saltavano a bordo direttamente dal ponte 3, ormai quasi al livello del mare. Alle 23:35 è decollato un primo elicottero, seguito alle 23:50 da un altro che è partito da Sarzana. Cinque minuti dopo ha lasciato Porto Santo Stefano la motovedetta CP 2087 e alle 23:59 si è diretto sul posto il rimorchiatore Edoardo Morace.
Alle 00:18 l'Apruzzi, che coordinava i soccorsi sul posto, ha comunicato che la Costa Concordia stava per capovolgersi; tre minuti dopo passeggeri ed equipaggio presenti a dritta (tra cui i comandanti in seconda Bosio e Christidis, il primo ufficiale Ambrosio e il terzo ufficiale Coronica) hanno cominciato a gettarsi in mare, e le navi giunte sul posto in soccorso, su disposizione della capitaneria di Livorno, hanno messo a mare le proprie imbarcazioni per soccorrere chi si era tuffato. In questo frangente – prima che le operazioni di salvataggio dei passeggeri sul lato di sinistra fossero concluse – il comandante Schettino, con altri ufficiali, è saltato sulla lancia numero 1, che dopo aver recuperato alcuni naufraghi in acqua si è diretta a terra, giungendovi alle 00:30. Parte dei naufraghi gettatisi in mare hanno raggiunto a nuoto la vicina riva, altri sono stati raccolti dalle lance della Costa Concordia tornate indietro dopo la messa a terra degli occupanti. Nel frattempo le persone presenti sul lato di sinistra, non essendo più possibile calare le ultime imbarcazioni rimaste su tale lato, hanno ricevuto l'ordine di trasferirsi sul lato di dritta del ponte 3, da dove era ancora possibile imbarcarsi sulle lance che, sbarcati a terra i propri occupanti, facevano la spola tra la nave e la riva per imbarcare altre persone.
Parte dei passeggeri, guidati dal direttore dei servizi alberghieri Lorenzo Barabba, ha allora cercato di spostarsi attraverso il corridoio trasversale di poppa del ponte 4 e verso il lato di dritta del ponte 3, ma Barabba, andato avanti per constatare la situazione, si è reso conto che quella parte di nave era già stata sommersa, quindi ha detto ai presenti di tornare a sinistra; lo sbandamento ha però impedito ad alcune delle persone di risalire il corridoio per tornare sul lato di sinistra, costringendo Barabba e altri a doverle imbragare e issare sul lato di sinistra. Al momento dell'abbattimento sulla dritta, diciotto delle persone che stavano attraversando il corridoio trasversale poppiero nei pressi dell'atrio ascensori per spostarsi da sinistra a dritta (17 passeggeri e un membro dell'equipaggio) sono scivolate nella zona allagata di poppa dritta del ponte 4 o nei vani ascensori, perdendo la vita. Altre tredici persone (nove passeggeri e quattro membri dell'equipaggio, uno dei quali caduto da una zattera), tuffatesi o cadute in mare dal lato di dritta del ponte 4, sono annegate dopo essere state risucchiate sott'acqua dal gorgo prodotto dalla nave all'atto del suo definitivo rovesciamento su lato di dritta. Un'altra passeggera è annegata nella zona di poppa dritta del ponte 3, ove era finita. Due gruppi di passeggeri e membri dell'equipaggio sono infine rimasti bloccati uno a prora e l'altro tra il centro e la poppa, sul lato di sinistra; questi ultimi sono stati evacuati mediante una biscaglina stesa sul lato di sinistra, mentre le persone rimaste a prora sono state soccorse da elicotteri. Le motovedette CP 803 e CP 868 hanno recuperato gli occupanti di una delle zattere rimaste bloccate sul lato di sinistra della nave.

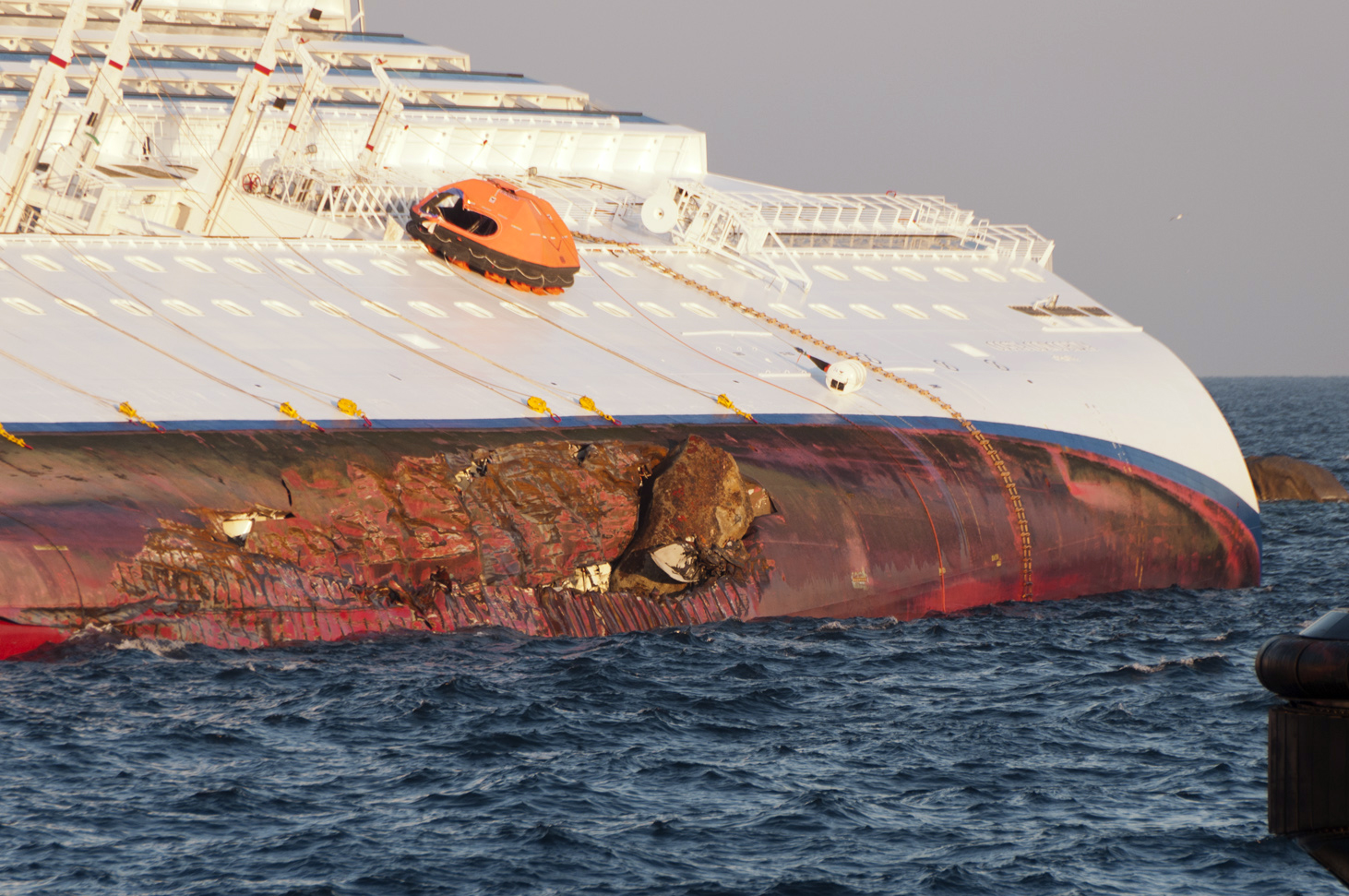
La zattera rimasta bloccata a poppa sinistra e la biscaglina usata per l'evacuazione dei passeggeri rimasti a poppa, in una foto dei giorni immediatamente successivi al disastro

Anche il prosieguo delle operazioni è stato gestito dalla Direzione marittima/capitaneria di porto di Livorno in luogo della Centrale operativa del Comando generale delle capitanerie di porto (che ha funzioni di IMRCC, ovvero di Centro di coordinamento del soccorso marittimo), con il successivo intervento di motovedette, guardacoste, elicotteri e operatori specialistici, tra cui quelli del Corpo nazionale soccorso alpino e speleologico, Vigili del fuoco, Guardia di Finanza, Carabinieri, Polmare, Palombari della Marina Militare (addestrati alle immersioni notturne e spazi ristretti, e unici utilizzatori di cariche esplosive subacquee per l'apertura di varchi di accesso) e una piccola squadra di supporto della Federazione Italiana Attività Subacquee,  oltre a operatori della Croce Rossa Italiana.
Alle 00:32 il comandante Schettino ha riferito alla Sala operativa di Livorno della presenza in mare, a dritta, di naufraghi da recuperare (a soccorso dei quali sono stati inviati mezzi nautici minori, di dimensioni adeguate dall'OSC, "Apruzzi" e dalla motovedetta CC 701 dei Carabinieri), e due minuti dopo, contattato dalla Capitaneria di Livorno, ha detto di trovarsi su una lancia di dritta sulla quale era dovuto salire a causa dell'accentuato sbandamento della nave, aggiungendo di credere – erroneamente – che tutti fossero già in salvo. Qualche giorno dopo il naufragio sono state pubblicate le registrazioni di alcune telefonate (la prima alle 00:32) in cui il capitano di fregata Gregorio de Falco della capitaneria di porto di Livorno intimava al comandante di risalire sul relitto, ormai coricato sul fianco, e Schettino rispondeva, mentendo, che stava coordinando le operazioni da una lancia di salvataggio, essendo ormai il relitto impraticabile.
Alle 00:42 la Costa Concordia era ormai abbattuta sul lato di dritta, con uno sbandamento prossimo ai 90°, e il lato di dritta era stato interamente sommerso. A quell'ora la capitaneria di Livorno ha nuovamente contattato Schettino, che ha riferito falsamente di essere ancora su una lancia con altri ufficiali, e gli ha intimato di tornare a bordo, poi, constatata la mancanza di coordinamento sulla nave, ha disposto l'invio di aerosoccorritori mediante elicotteri della Guardia costiera. Come infatti si accerterà dalla testimonianza di Roberto Galli, Comandante della Polizia Municipale dell'Isola del Giglio, ben prima delle 00:42 Schettino era già sugli scogli e non era intento ad alcun soccorso, mentre interloquiva con la capitaneria di Livorno. Il comandante Galli ha invitato Schettino a seguirlo fino a Giglio Porto da dove, con un gommone o un'imbarcazione, l'avrebbe aiutato a risalire a bordo della sua nave. «Mi ha risposto che preferiva rimanere lì perché avrebbe controllato e osservato meglio la sua nave. Ho insistito dicendogli che a bordo c'erano ancora persone e che quindi sarebbe stata opportuna una sua presenza in un punto più strategico per dirigere le operazioni di sbarco. Ogni mia richiesta diventava sempre più vana e così, dopo circa mezz'ora, sono tornato al porto per occuparmi delle operazioni di soccorso».

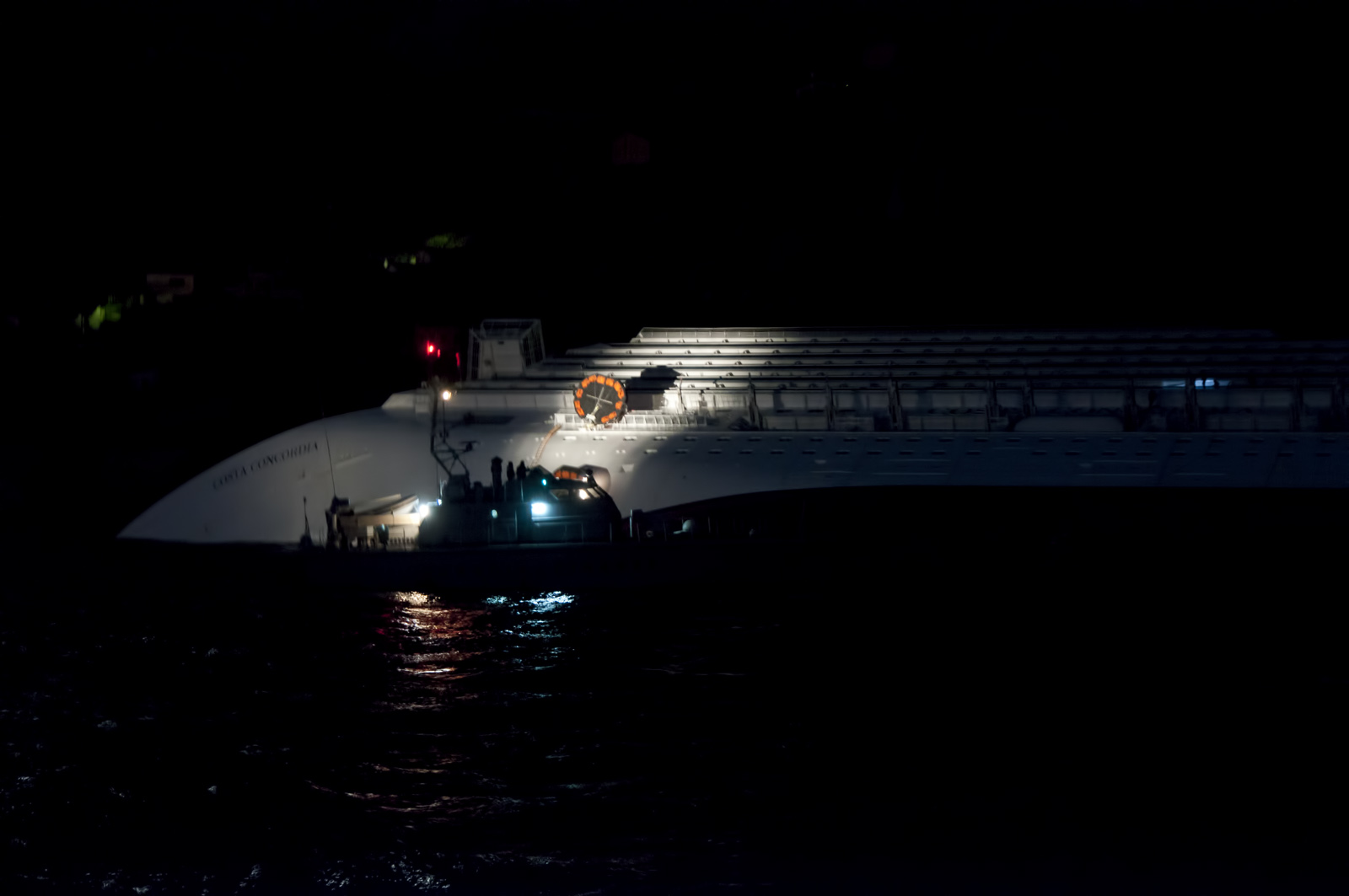
Ricerche sul relitto nelle prime ore del 14 gennaio

Alle 00:59 uno dei tre elicotteri inviati in soccorso della nave ha calato il primo aerosoccorritore sulla Costa Concordia (nel corso della notte saranno tre gli aerosoccorritori impiegati a bordo della nave) e si è poi allontanato per fare rifornimento a Grosseto; l'aerosoccorritore ha trovato un centinaio di persone, richiedendone il recupero a mezzo elicotteri. Nello stesso momento sempre sotto il coordinamento della capitaneria di Livorno, un altro elicottero era decollato da Poggio Renatico e sul posto erano frattanto sopraggiunte anche le vedette G 625, G 2009, G 2043 e G 6002 della Guardia di Finanza, oltre a un elicottero dello stesso corpo; intorno all'1:30 sono state inviate sul posto anche la motovedetta CP 305 della Guardia costiera e la G 121 della Guardia di Finanza (quest'ultima da Carrara). All'1:01 anche il traghetto Nuraghes, per ordine della capitaneria di Livorno (impartito tramite quella di Civitavecchia), si è diretto sul posto.
All'1:35 l'Apruzzi, in qualità di comandante tattico ha riferito che, secondo un passeggero tratto in salvo, sul lato di sinistra vi erano ancora 400 passeggeri che alcuni membri dell'equipaggio stavano progressivamente facendo uscire sul lato di sinistra e scendere lungo la biscaglina frattanto stesa. All'1:39 uno degli elicotteri ha recuperato tre naufraghi che ha poi trasportato a Grosseto (nel corso della notte, 18 naufraghi in tutto sono stati trasportati a Grosseto). All'1:46 il comandante De Falco, dalla Sala Operativa di Livorno, ha nuovamente chiamato Schettino per ordinargli di tornare a bordo mediante la biscaglina (il lato di dritta era semisommerso, ma era ancora praticabile) e di coordinare lo sbarco dei passeggeri, non ottenendo però il risultato desiderato. Prima delle telefonate intercorse tra il comandante De Falco e il comandante Schettino, quest'ultimo, alle ore 01:10, era stato contattato telefonicamente dal Comando generale delle capitanerie di porto, dalla Centrale operativa di Roma e precisamente dal comandante Leopoldo Manna il quale chiedeva unicamente informazioni "di prima mano", senza assumere alcun ruolo, né responsabilità di soccorso. Nelle telefonate pubblicate il comandante Schettino riferiva in modo assolutamente generico delle difficili condizioni sul posto. All'1:56 è partita da Livorno la motovedetta CP 406. Alle 2:14 l'Apruzzi ha comunicato che l'evacuazione delle persone che si trovavano a centro nave era stata completata, mentre ne restavano altre radunate a poppa. Entro quest'ora la Costa Concordia risultava completamente al buio e definitivamente adagiata sul fondale. Alle 2:23 ha lasciato Portoferraio il traghetto Acheos.

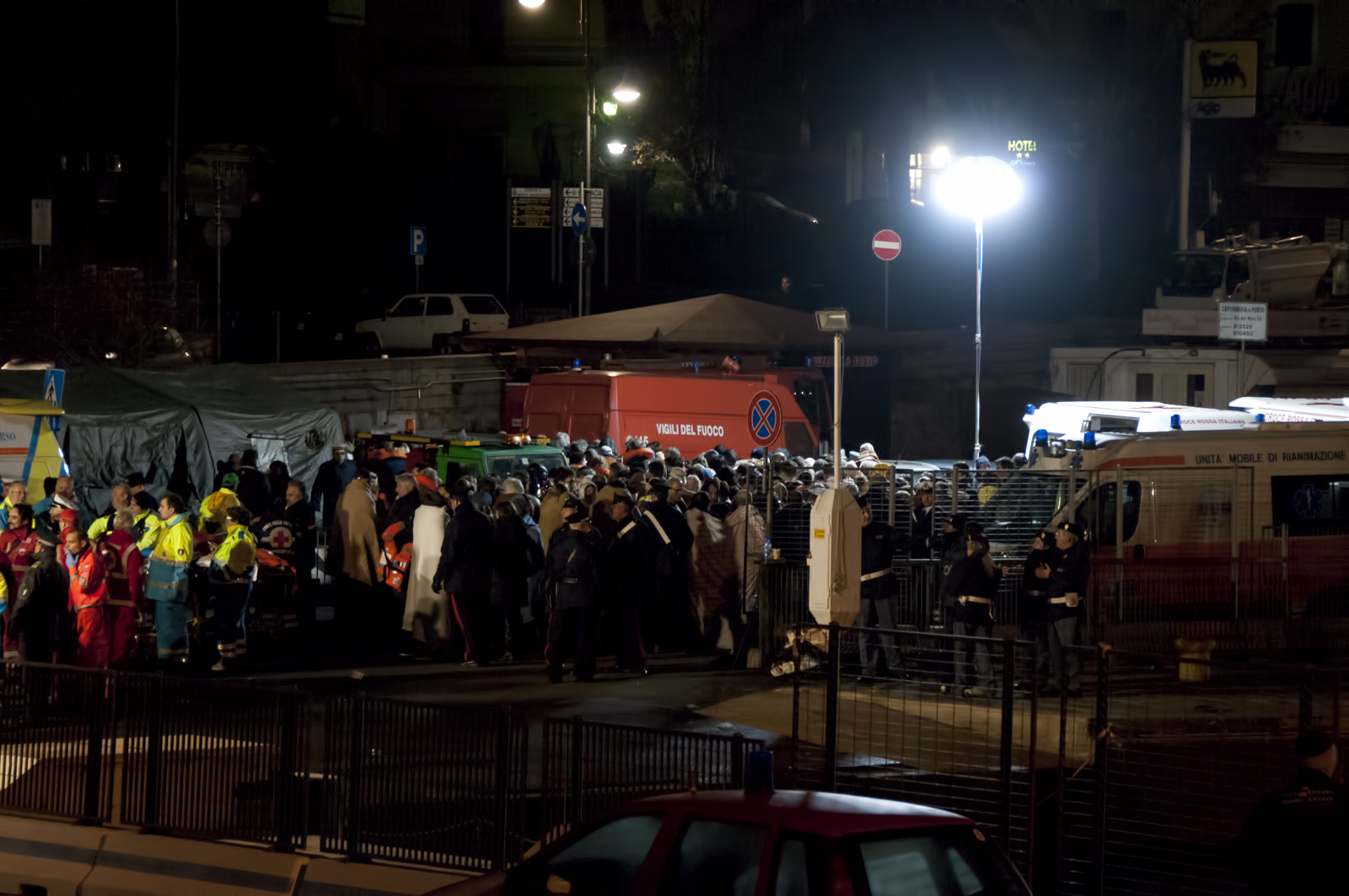
Naufraghi della Costa Concordia sbarcati a Porto Santo Stefano

Alle 2:30 l'Apruzzi ha riferito che a bordo vi erano ancora circa 200 persone; alle 3:50 la motovedetta CP 803 della Guardia costiera, riuscita dopo vari tentativi a mettersi in contatto con l'aerosoccorritore presente sulla nave, ha comunicato che erano ancora a bordo circa 40-50 persone. Alla stessa ora è stato ordinato al Cruise Barcelona e agli altri mercantili accorsi di recuperare le proprie imbarcazioni, non essendo più necessario il loro utilizzo. Alle 4:20 le ultime 20 o 30 persone ancora a bordo della Costa Concordia stavano venendo sbarcate mediante la biscaglina di poppa sulla motovedetta CP 305, e alle 4:46 anche la loro evacuazione era stata ultimata. Sul relitto sono salite squadre di vigili del fuoco muniti di radio, e successivamente anche subacquei (questi ultimi si sono recati a prora, insieme con l'aerosoccorritore, per soccorrere una persona con una gamba fratturata). Il traghetto Isola del Giglio, giunto sul posto, ha imbarcato 600 naufraghi, tra cui cinque feriti, e le tre salme recuperate, per poi salpare per Porto Santo Stefano alle 4:01. Altri 230 superstiti sono stati imbarcati sul Dianum, partito anch'esso alle 4:14 per Porto Santo Stefano. Alle 4:19 l'Alessandro F. ha ricevuto il permesso di lasciare la zona. Ulteriori soccorritori sono stati portati sul relitto da elicotteri alle 4:26. Alle 4:27 un'altra delle navi mercantili impegnate nei soccorsi, l'Atlantic Princess, si è diretta a Porto Santo Stefano per sbarcare alcuni feriti.

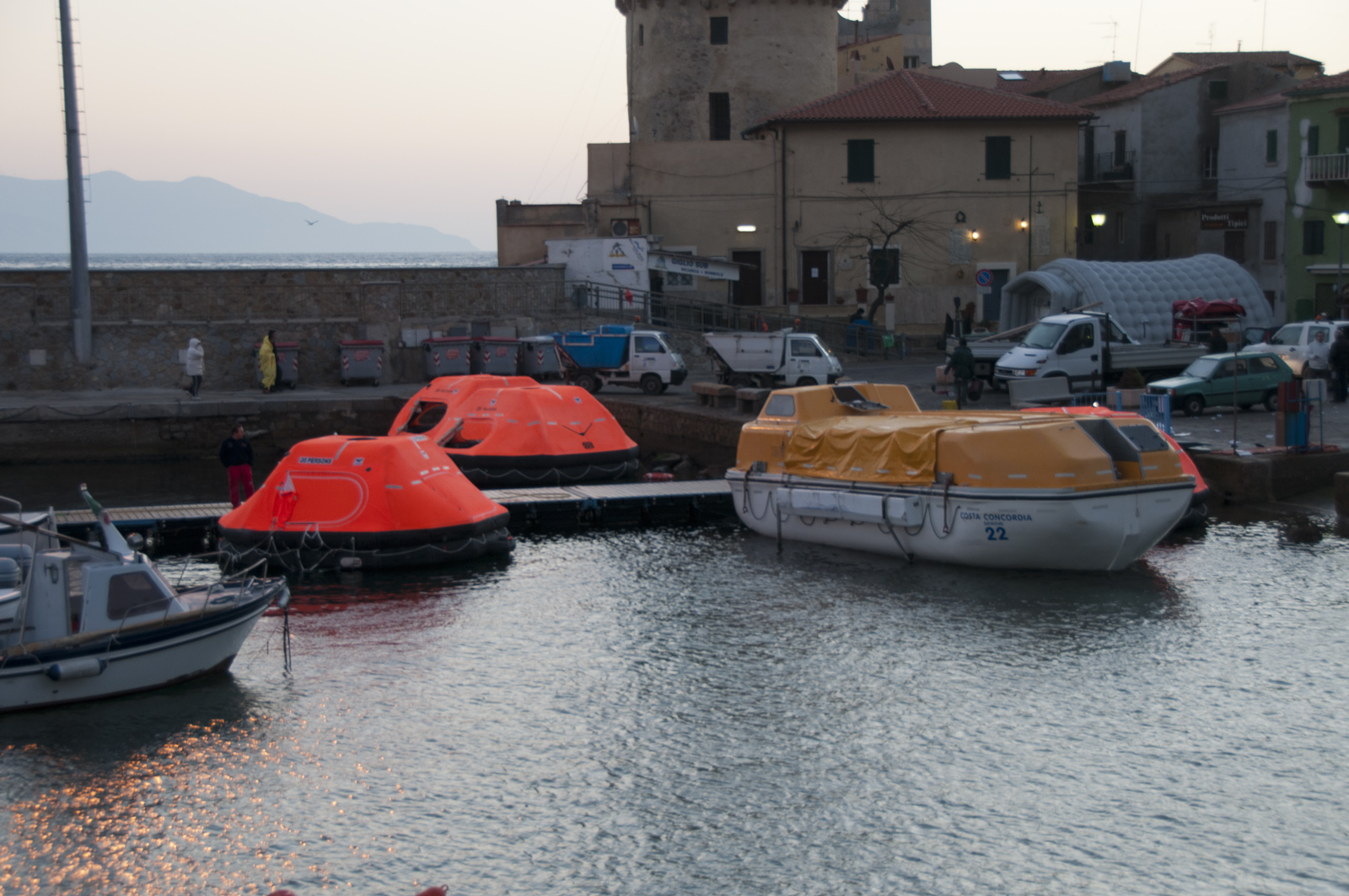
Lance e zattere della Costa Concordia a Giglio Porto

Tre membri dell'equipaggio ( il commissario di bordo Manrico Giampedroni, il secondo ufficiale di coperta Canessa e il medico di bordo Sandro Cinquini), hanno salvato numerose persone rimaste intrappolate in zone semiallagate del lato di sinistra, prima di sbarcare dalla nave, tra gli ultimi, alle 5:45. Il vicesindaco del Comune di Isola del Giglio Mario Pellegrini è salito a bordo e ha messo in salvo oltre 50 persone rimaste sulla nave (usando la biscaglina di prora, lato di dritta, quella stessa poi indicata a Schettino dal comandante Gregorio de Falco). «Non ho esitato un momento a salire su quella nave, volevo rendermi conto per riferire al mio sindaco, massima autorità di Protezione Civile, di cosa i passeggeri potessero aver bisogno». Una volta a bordo l'imprevedibile. «Mi sono reso subito conto che su quella nave c'erano persone che avevano assolutamente bisogno del mio aiuto e sono rimasto sui ponti finché l'ultima persona non si è messa in salvo». I soccorritori (in assistenza dei quali, su disposizione della Direzione marittima / Capitaneria di porto di Livorno, alle ore 05:14, è risalito a bordo, portato dalla motovedetta CP 567, l'ufficiale alla sicurezza della nave Martino Pellegrini) hanno proseguito le ricerche sul relitto, trovando un altro naufrago, portato in salvo alle 5:27; cinquanta minuti dopo, non essendo possibile proseguire ulteriormente le ricerche a causa dello sbandamento e dell'allagamento, anche i soccorritori hanno lasciato la nave. Alle 5:58 le navi mercantili intervenute hanno ricevuto dal comandante Gregorio de Falco l'autorizzazione a lasciare la zona.
Alle 4:53, intanto, il motobattello Eco Giglio aveva provveduto a stendere cento metri di panne assorbenti. Alle 5:08 l'Aegilium ha lasciato il Giglio con 412 naufraghi diretto a Porto Santo Stefano; rimaneva così in zona il traghetto Giuseppe Rum in grado di assolvere ad analoghi compiti; alle 5:27 ha lasciato l'isola anche la motonave Domizia con 51 superstiti. «Dopo l'accoglienza e il primo conforto - testimonia Sergio Ortelli, sindaco del Comune di Isola del Giglio -, considerato che l'isola non è in grado di fare oltre, decidiamo il trasferimento nelle prime ore della mattina di tutti i naufraghi verso il Continente, da cui alcuni di loro sarebbero stati in grado di tornare a casa». Il disastro della Costa Concordia ha provocato 32 morti, principalmente per annegamento (in alcuni casi sono state cause principali o concomitanti anche l'ipotermia e/o lesioni causate da cadute), vi sono stati inoltre 110 feriti, tra cui 14 ricoverati.

### La conclusione dei soccorsi e le ricerche sul relitto
Terminate, nella notte tra il 13 e il 14 gennaio, le operazioni di soccorso, che hanno portato al salvataggio di 3 190 passeggeri e 1 007 membri dell'equipaggio e al recupero in mare di tre corpi (due passeggeri e un membro dell'equipaggio), hanno avuto inizio le operazioni di ricerca dei dispersi a bordo del relitto semisommerso. Intorno alla mezzanotte del 14 gennaio, circa ventiquattr'ore dopo il naufragio, una coppia di passeggeri coreani è stata individuata nella cabina 8303, al ponte 8, venendo soccorsa dopo un'ora e mezzo di lavoro da parte dei pompieri, giungendo a terra alle 7:20 del 15 gennaio. Tra le sette e le otto del mattino dello stesso 15 gennaio è stato individuato anche un terzo superstite, il capo commissario di bordo Manrico Giampedroni (il quale ha sostenuto, durante le operazioni di evacuazione della nave, di aver aiutato i passeggeri a salire sulle lance di salvataggio e di essere sceso al ponte sottostante per verificare se ci fosse ancora qualcuno, scivolando e fratturandosi una gamba), bloccato sul ponte 3 della nave da crociera, nei pressi del ristorante Milano: raggiunto verso le 10:00, l'uomo è stato portato in salvo verso mezzogiorno venendo caricato su un elicottero direttamente dalla nave e trasportato all'Ospedale Misericordia di Grosseto, a circa 36 ore dal naufragio. Giampedroni è stata l'ultima persona trovata viva nel relitto. In esito ai procedimenti giudiziari il capo commissario di bordo, inizialmente acclamato come eroe, è stato ritenuto un corresponsabile del naufragio, subendo una sospensione di 6 mesi da parte delle autorità marittime e patteggiando egli stesso una condanna a due anni e sei mesi di reclusione.
Poco dopo le 16:00 del 15 gennaio i corpi di due passeggeri, con i giubbotti di salvataggio, sono stati rinvenuti nel punto di riunione «A» nelle vicinanze del ristorante Milano, sul lato di dritta, al ponte 4, venendo quindi recuperati. Il corpo di un altro passeggero è stato trovato intorno alle sei del mattino del 16 gennaio in un corridoio del ponte 2, in una zona non allagata sul lato di sinistra (davanti alla cabina 2424), potendo però essere estratto dal relitto solo diverse ore più tardi, a causa della temporanea interruzione dei lavori, provocata dallo spostamento della nave.
Nei giorni successivi sono state fatte brillare dai palombari del G.O.S. - Gruppo Operativo Subacquei della Marina Militare - numerose cariche esplosive in vari punti della nave, in modo da aprire varchi che agevolassero la penetrazione e l'ispezione delle zone sommerse. Alle tre del pomeriggio del 17 gennaio i sommozzatori hanno trovato i corpi di altri quattro passeggeri (tre uomini e una donna) e di un membro dell'equipaggio in un punto di ritrovo completamente sommerso nella zona poppiera del ponte 4, nel lato di dritta, in corrispondenza del vano ascensori di poppa. Sempre a poppa e nella zona sommersa, sul lato di dritta del ponte 4, vicino a un punto di raccolta nei pressi del ristorante Milano, è stato individuato alle 13:30 e recuperato, il 21 gennaio, il corpo di una donna, una passeggera.
La salma di un'altra donna, con indosso un giubbotto salvagente, è stata trovata alle 15:20 del 22 gennaio a poppa del ponte 7, tra il lato di dritta della nave e il fondale, in prossimità dei balconi di alcune cabine (numero 7381 e 7379), dieci metri sott'acqua, mentre i corpi di altre due passeggere sono stati trovati alle quattro del pomeriggio del 23 gennaio sul lato di dritta ponte 4, uno nei pressi del vano della lancia di salvataggio n. 25 e un secondo immediatamente a poppavia di esso, nella zona delle gru per l'ammaino delle zattere. Il 24 gennaio, nel primo pomeriggio, è stato individuato e recuperato dal ristorante Milano, ponte 3, lato di dritta, il cadavere di un'altra passeggera, mentre la salma di un'altra donna, membro dell'equipaggio, è stata individuata intorno a mezzogiorno del 28 gennaio in un terrazzino esterno del ponte 8, a poppa, in una sorta di intercapedine tra il lato di dritta della nave (cabine numero 8429 e 8433) e il fondale.

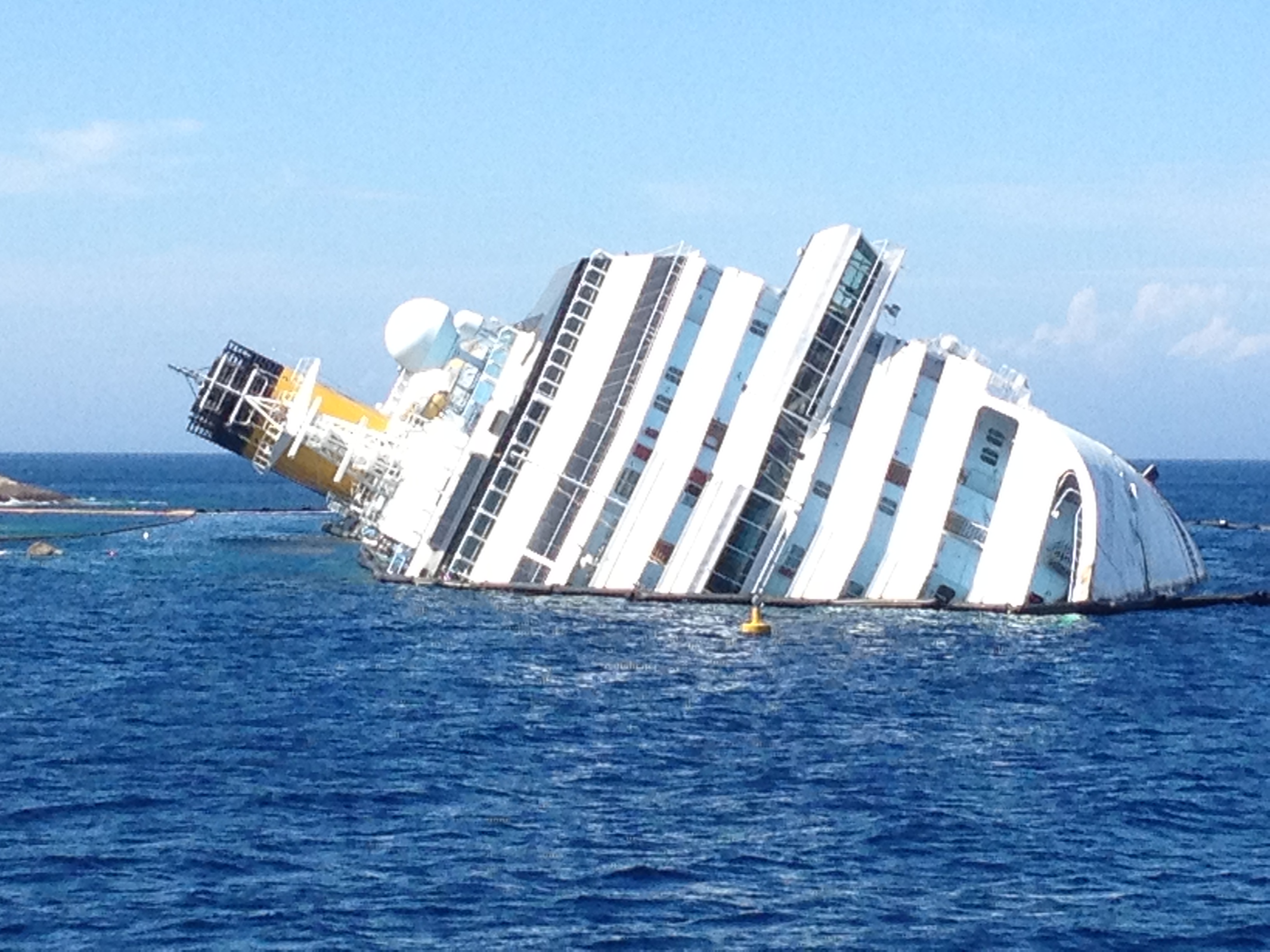
Vista di prora del relitto

Tra la fine di gennaio e gran parte di febbraio le ricerche dei corpi sono state sospese, sia per le avverse condizioni meteorologiche, sia a causa dello svolgimento delle operazioni di svuotamento dei serbatoi. Nella seconda metà di febbraio, in base alle testimonianze che indicavano le zone ove erano stati visti per l'ultima volta molti dei dispersi, sono ricominciate le operazioni di ricerca, dopo la costruzione di apposite impalcature per agevolare le operazioni di ricerca e recupero nei corridoi trasversali della nave, divenuti pozzi verticali. La prima impalcatura è stata allestita nel "pozzo" poppiero. Tali operazioni hanno portato all'individuazione, nella giornata del 22 febbraio, di otto salme (tutte a poppa e nel ponte 4): quattro corpi (due uomini, una donna e una bambina) sono stati individuati in un corridoio allagato, sulle scale poppiere tra i ponti 3 e 4 (dodici metri sotto la superficie), intorno all'una del pomeriggio, venendo recuperati dopo ore di lavoro. Nel tardo pomeriggio sono stati trovati altri quattro cadaveri (tutti di passeggere, indossanti i giubbotti salvagente), nella tromba di un ascensore tra i ponti 4 e 5: tali salme sono state recuperate il giorno successivo, a causa delle avverse condizioni del mare. Nei giorni seguenti sono state allestite impalcature anche nei "pozzi" situati a centro nave e quindi in quelli prodieri, procedendo quindi alla loro esplorazione. In tal modo sono state ispezionate vaste zone, attorno ai corridoi, ai ponti 3, 4 e 5: tali operazioni hanno avuto termine il 4 marzo, dopo di che le ricerche sono state concentrate nelle zone non ancora controllate della poppa. Dal 12 marzo si sono invece iniziate le operazioni di preparazione dell'esplorazione di aree della nave non accessibili ai subacquei, mediante l'utilizzo di un sottomarino a comando remoto: l'inizio di tale esplorazione è stato ritardato dalle operazioni di recupero del carburante e dalle avverse condizioni meteomarine.
Nel tardo pomeriggio del 22 marzo, durante un'esplorazione con il ROV in previsione dell'apertura di un nuovo varco nello scafo, sono stati ritrovati, tra lo scafo della nave (ponte 3) e il fondale su cui esso poggiava, i corpi di altre tre vittime, vicino ai quali sono poi state rinvenute, poco prima delle 20 dello stesso giorno, altre due salme (si trattava di un membro dell'equipaggio e quattro passeggeri, due uomini e due donne). Due dei corpi sono stati recuperati nella mattinata del 26 marzo, altri due nel primo pomeriggio e il quinto intorno alle sei di sera dello stesso giorno. Il 30 marzo le ricerche degli ultimi due dispersi sono state momentaneamente interrotte in attesa dell'identificazione delle salme recuperate, che avrebbe consentito di scoprire l'identità delle persone non ritrovate e quindi di cercare nelle zone in cui esse avrebbero potuto trovarsi. Tali ricerche, concentrate nella zona tra scafo e fondale, sono tuttavia riprese a inizio aprile, prima ancora dell'identificazione delle salme. Martedì 17 aprile i cinque corpi ritrovati nelle precedenti settimane sono stati identificati, mentre le ricerche, dopo un'altra pausa, sono riprese il 26 aprile, concentrandosi nella zona tra scafo e fondale, in prossimità dei ponti 6, 7 e 8. Le operazioni sono terminate il 28 aprile.
Nei primi giorni di maggio si sono invece svolte ispezioni di alcune cabine degli stessi ponti dall'interno della nave, non essendovi modo di raggiungere i balconi dall'esterno: tali lavori sono terminati il 6 maggio. Nel settembre 2012, i Lloyd's di Londra hanno insignito l'equipaggio della nave Costa Concordia del titolo di Seafarers of the Year (Marittimi dell'anno) riconoscendo il loro comportamento esemplare durante il naufragio, che ha permesso di salvare la maggior parte dei passeggeri della nave. Nel mese di gennaio 2013, i comuni di Isola del Giglio e Monte Argentario sono stati decorati con la medaglia d'oro al merito civile concessa dal Presidente della Repubblica per l'impegno dei cittadini, degli amministratori e delle istituzioni locali, per il salvataggio dei superstiti della nave Costa Concordia. L'8 ottobre 2013 sono stati rinvenuti, all'interno del relitto, nella zona poppiera del ponte 3 (presso un locale stoviglie vicino al ristorante Milano), i resti di una passeggera italiana (altri resti sono stati ritrovati nell'agosto 2014), uno dei due dispersi, mentre i resti dell'ultimo disperso, un membro dell'equipaggio di origini indiane, dopo alcune errate individuazioni, sono stati trovati il 3 novembre 2014 sotto il mobilio in una cabina del ponte 8, deformata a causa dello schiacciamento contro il fondale.

## Descrizione

### Passeggeri ed equipaggio
A bordo della nave erano presenti 4 229 persone, di cui 1 013 membri dell'equipaggio (77 membri del personale di coperta, 58 del personale di macchina e 878 del personale alberghiero e addetto ai servizi) e 3 216 passeggeri, le cui nazionalità erano così distribuite:
- 989 italiani
- 569 tedeschi
- 462 francesi
- 177 spagnoli
- 129 statunitensi
- 127 croati
- 108 russi
- 74 austriaci
- 69 svizzeri
- 46 brasiliani
- 46 giapponesi
- 42 olandesi
- 33 ucraini
- 30 sudcoreani
- 26 hongkonghesi
- 25 britannici
- 21 australiani
- 20 romeni
- 17 argentini
- 13 taiwanesi
- 12 canadesi
- 12 cinesi
- 11 portoghesi
- 10 cileni
- 10 colombiani
- 9 kazaki
- 9 turchi
- 8 belgi
- 8 israeliani
- 8 peruviani
- 8 polacchi
- 6 moldavi
- 6 nepalesi
- 5 svedesi
- 5 venezuelani
- 4 danesi
- 4 dominicani
- 4 serbi
- 4 sudafricani
- 3 antillani olandesi
- 3 bielorussi
- 3 greci
- 3 iraniani
- 3 irlandesi
- 3 macedoni
- 3 ungheresi
- 2 albanesi
- 2 algerini
- 2 cubani
- 2 ecuadoriani
- 2 finlandesi
- 2 messicani
- 1 andorrano
- 1 bosniaco
- 1 bulgaro
- 1 ceco
- 1 filippino
- 1 indiano
- 1 marocchino
- 1 neozelandese
- 1 norvegese
- 1 uruguaiano

### Le vittime
| Vittime per nazione | Passeggeri | Equipaggio | Totale |
| ------------------- | ---------- | ---------- | ------ |
| Germania            | 12         | 0          | 12     |
| Italia              | 6          | 1          | 7      |
| Francia             | 6          | 0          | 6      |
| Perù                | 0          | 2          | 2      |
| Stati Uniti         | 2          | 0          | 2      |
| Spagna              | 1          | 0          | 1      |
| Ungheria            | 0          | 1          | 1      |
| India               | 0          | 1          | 1      |
| Totale              | 27         | 5          | 32     |

Tra parentesi è indicata l'età:
- Dayana Arlotti, passeggera (5)
- Williams Arlotti, passeggero (37)
- Elisabeth Bauer, passeggera (79)
- Michael Blemand, passeggero (25)
- Tomás Alberto Costilla Mendoza, membro dell'equipaggio (inserviente; 49)
- Maria D'Introno, passeggera (30)
- Sándor Fehér, membro dell'equipaggio (violinista; 30)
- Horst Galle, passeggero (38)
- Christina Mathilde Ganz, passeggera (66)
- Norbert Josef Ganz, passeggero (72)
- Giuseppe Girolamo, membro dell'equipaggio (batterista; 30). L'uomo è morto per asfissia da annegamento dopo aver ceduto il proprio posto sulla terza scialuppa a una famiglia con due gemelli di tre anni. Per il suo gesto, è stato insignito della Medaglia d'oro al valor civile alla memoria il 12 luglio 2022.[84]
- Jeanne Yvonne Gregoire, passeggera (70)
- Pierre André Émile Gregoire, passeggero (69)
- Gabriele Maria Grube, passeggera (52)
- Guillermo Gual Buades, passeggero (68)
- Barbara Ann Heil, passeggera (70)
- Gerald Frank Heil, passeggero (70)
- Egon Martin Hoer, passeggero (74)
- Mylene Lisiane Marie Théreèse Litzler, passeggera (23)
- Giovanni Masia, passeggero (86)
- Jean Pierre Micheaud, passeggero (72)
- Margarethe Neth, passeggera (62)
- Russel Terence Rebello, membro dell'equipaggio (cameriere di sala; 32)
- Inge Schall, passeggera (72)
- Johanna Margrit Schroeter, passeggera (60)
- Francis Servel, passeggero (71)
- Erika Fani Soria Molina, membro dell'equipaggio (cameriera; 35)
- Siglinde Stumpf, passeggera (67)
- Maria Grazia Trecarichi, passeggera (50)
- Luisa Antonia Virzì, passeggera (49)
- Brunhild Werp, passeggera (73)
- Josef Werp, passeggero (68)

A Giglio Porto, sul Molo di Levante (Molo Rosso), è stata posta una targa commemorativa in ricordo delle 32 vittime del naufragio della Costa Concordia.

### Impatto ambientale

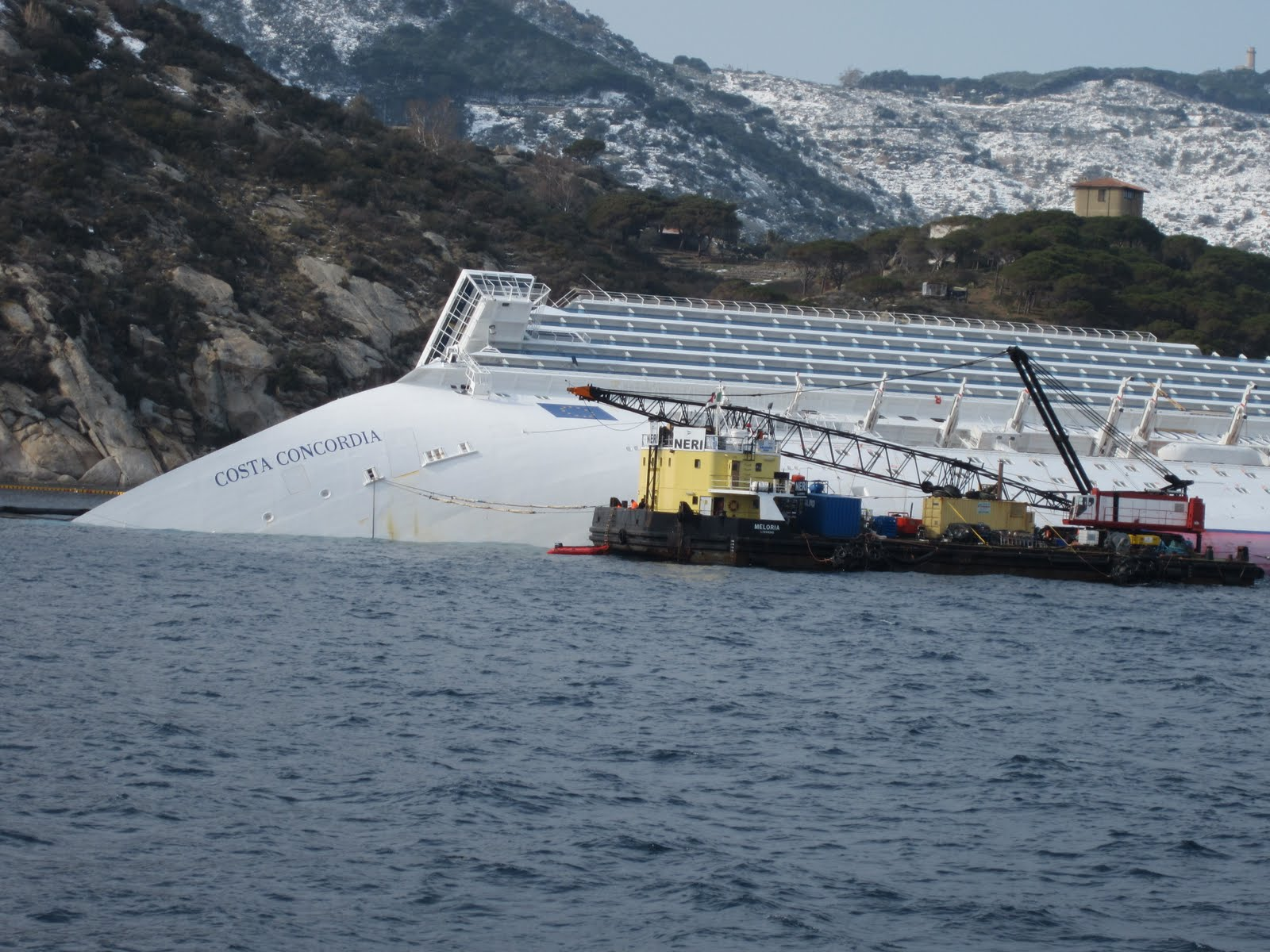
Il pontone Meloria, accostato alla Costa Concordia, porta le attrezzature necessarie allo svuotamento dei serbatoi della nave

L'incidente aveva suscitato timori per un possibile disastro ambientale, dato che nei serbatoi della nave erano stivate circa 2 400 tonnellate di olio combustibile: si erano verificate perdite di liquidi, anche se non del temuto olio. Si era pertanto organizzato lo svuotamento dei serbatoi della nave, operazione necessaria e preliminare al successivo recupero del relitto. Lo svuotamento del carburante dai serbatoi ha avuto inizio il 24 gennaio 2012 con la tecnica di hot tapping alla quale è seguito il preriscaldamento a seguito dell'avvenuta solidificazione del combustibile dovuta alle temperature invernali a cui è stato sottoposto e la sostituzione con un equivalente peso di acqua per non destabilizzare la nave.
Le operazioni sono state ultimate con successo, dopo varie interruzioni causate da condizioni meteomarine avverse, il 24 marzo 2012, alle 07:30, con il recupero di 2 042,5 m³ di carburante e 240 m³ di acque nere. L'elenco degli ulteriori materiali potenzialmente pericolosi in caso di dispersione nell'ambiente a bordo della Costa Concordia comprende: 1351 m³ di acque grigie e nere, 41 m³ di oli lubrificanti, 280 litri di acetilene, 5 120 litri di azoto, 600 kg di grassi per apparati meccanici, 855 litri di smalto liquido, 50 litri di insetticida liquido, 1 tonnellata di ipoclorito di sodio (candeggina), 2 040 m³ di olio combustibile e 230 m³ di gasolio.

## Inchiesta e processo penale
Il comandante Francesco Schettino, nato a Napoli il 14 novembre 1960, in Costa Crociere dal 2002 e comandante dal 2006, e il primo ufficiale di coperta Ciro Ambrosio (che era l'ufficiale di guardia in plancia al momento dell'incidente, mentre il comandante in seconda era Roberto Bosio) sono stati arrestati con le accuse di naufragio, omicidio colposo plurimo e abbandono di nave in pericolo.
Gli inquirenti cercavano di determinare perché la nave non avesse inviato una richiesta di soccorso (mayday) e perché stesse navigando così vicino all'isola. Il comandante avrebbe giustificato la grande vicinanza della nave alla costa con l'intenzione di rivolgere il cosiddetto saluto (o inchino) all'isola, una pratica che la Costa Crociere aveva messo in atto già in altre occasioni senza alcuna conseguenza negativa.
Schettino, inizialmente detenuto nel carcere di Grosseto, il 17 gennaio è stato inviato agli arresti domiciliari nella sua casa di Meta di Sorrento. In opposizione alla decisione del GIP, il procuratore di Grosseto ha presentato ricorso al Tribunale del riesame così come l'avvocato difensore di Schettino, quest'ultimo per ottenere la libertà in attesa del processo, ma entrambi i ricorsi sono stati respinti. Il 10 aprile 2012 la Cassazione ha deciso di lasciare Schettino ai domiciliari, che sono stati revocati il 5 luglio 2012, con obbligo di dimora da osservarsi a Meta di Sorrento.
Il 21 dicembre 2012, la Procura di Grosseto ha chiuso le indagini sul naufragio, in merito alle quali si è proceduto contro 12 indagati:
- il comandante Francesco Schettino, per omicidio colposo plurimo, naufragio, abbandono di persone incapaci di provvedere a se stesse, abbandono di nave, omessa comunicazione dell'incidente alle autorità marittime;
- il primo ufficiale di coperta Ciro Ambrosio, per concorso (con Schettino e gli ufficiali in plancia Coronica e Ursino) in omicidio plurimo colposo e naufragio in quanto a sei miglia dal Giglio avvisò Schettino per lasciare a questo il comando per l'avvicinamento all'isola;
- il secondo ufficiale di coperta Salvatore Ursino, indagato per cooperazione colposa (con Schettino, e gli ufficiali Coronica e Ambrosio) in omicidio plurimo colposo e naufragio in quanto non avrebbe fatto notare a Schettino il pericolo della velocità di 16 nodi in presenza di ostacoli e bassi fondali;
- la terza ufficiale di coperta Silvia Coronica, indagata per cooperazione colposa (con Schettino e gli ufficiali di plancia Ursino e Ambrosio) in omicidio plurimo colposo e naufragio in quanto doveva verificare la rotta e avrebbe riferito di problemi nel riportare le distanze su carte nautiche su scale diverse;
- il comandante in seconda Roberto Bosio, indagato per cooperazione con Schettino in omicidio plurimo colposo perché, pur non essendo in plancia al momento dell'impatto, parrebbe esservisi recato pochi minuti dopo e aver affiancato Schettino per tutte le fasi, non intervenendo per impedire a Schettino la sua condotta criminosa o limitarne gli effetti;
- il primo ufficiale di coperta/istruttore alla sicurezza della nave Andrea Bongiovanni, indagato per false comunicazioni in quanto non avrebbe fatto immediato rapporto alla Direzione marittima di Livorno, tacendo delle gravi avarie a bordo e riferendo altro in luogo di queste;
- il capo dell'unità di crisi della flotta di Costa Crociere Roberto Ferrarini, indagato per cooperazione con Schettino in omicidio colposo plurimo relativamente alla gestione della sicurezza e dell'incolumità delle persone a bordo e della crisi scaturita dal naufragio;
- il vicepresidente esecutivo di Costa Crociere e responsabile operazioni tecniche, marittime e della gestione dei servizi alberghieri della flotta Manfred Ursprunger e il sovrintendente alla flotta della compagnia e componente dell'unità di crisi Paolo Parodi, per i quali sono state formulate le medesime accuse di Ferrarini;
- il timoniere Jacob Rusli Bin, che più volte non capì gli ordini di Schettino manovrando in modo sbagliato e contribuendo allo scontro con le rocce;
- il secondo ufficiale di coperta e cartografo Simone Canessa, indagato perché, dietro diretto ordine del comandante, taceva sul reale stato della situazione e sulle gravi avarie di bordo quando contattato via radio dall'ufficio circondariale marittimo di Porto Santo Stefano.
- il capo commissario di bordo e direttore della sezione alberghiera della nave Manrico Giampedroni, in quanto non avrebbe fatto evacuare i passeggeri dalle cabine della Costa Concordia, non li avrebbe fatti radunare nei punti di raccolta per avviarli alle lance di salvataggio e non avrebbe coordinato l'emergenza in base ai prescritti protocolli.

Sono poi state archiviate le posizioni di tre indagati: il secondo ufficiale Salvatore Ursino, il comandante in seconda, Roberto Bosio, assente dalla plancia al momento dell'impatto con gli scogli, mentre all'ufficiale istruttore alla sicurezza della nave, Andrea Bongiovanni, è stata applicata la oblazione.
Il 31 gennaio 2013 la Procura di Grosseto ha iscritto nel registro degli indagati Pier Luigi Foschi, presidente e amministratore delegato di Costa Crociere nel periodo del naufragio per responsabilità amministrative relative al personale di bordo della nave, che si sospetta non avesse i requisiti necessari per le mansioni da svolgere. La stessa imputazione è riconosciuta anche a Schettino. Costa Crociere ha patteggiato per tutti gli illeciti di natura amministrativa ex D.lgs. 231/2001: in questo caso, la contestazione a Costa è scattata perché due degli indagati principali nel procedimento del naufragio erano due suoi dipendenti, il comandante Francesco Schettino e il capo dell'unità di crisi Roberto Ferrarini. La pena patteggiata è stata di un milione di euro.
Nell'udienza preliminare del processo contro Schettino e gli altri membri dell'equipaggio, invece, tutti gli imputati hanno proposto un patteggiamento, al quale la Procura ha dato il proprio consenso, escluso il comandante Schettino, il quale è rimasto dunque l'unico imputato.
A seguito di una querela-denuncia presentata da un gruppo di studi legali italiani che assiste un centinaio di passeggeri, i quali lamentano carenze nelle procedure di emergenza e il mancato rispetto delle normative di sicurezza a bordo della Concordia, sono stati iscritti nel registro degli indagati i vertici della Costa SpA e di Carnival; la procura ha dichiarato trattarsi di un "atto dovuto", ma anche a seguito di eventuali integrazioni di perizia disposti nel giudizio nei confronti di Schettino, potrebbero profilarsi responsabilità in caso di evidenza di difetti della nave, delle porte stagne, dei generatori di emergenza e della scatola nera. Il relativo procedimento è in attesa di essere discusso dal GIP di Grosseto presso il quale pende l'opposizione alla richiesta di archiviazione del fascicolo.
Il 20 luglio 2013 sono state emesse le prime sentenze di condanna per alcuni dei coimputati di Schettino, per i quali era stata accettata la proposta di patteggiamento. Negata la possibilità di patteggiamento, Francesco Schettino non ha fatto richiesta di rito abbreviato e, pertanto, è stato disposto il suo rinvio a giudizio. Nel processo penale si sono costituiti come parte civile molti enti, ministeri, associazioni e passeggeri. Questi ultimi - ritenendo di aver dimostrato una consapevolezza anche da parte dell'armatore nella politica del risparmio che ha contribuito alla tragedia - hanno proposto domanda per il risarcimento del danno conseguente da reato.
A gennaio 2015 si è conclusa la fase dibattimentale dopo l'audizione di centinaia di testimoni; la procura ha chiesto 26 anni di reclusione per Schettino, che il primo giorno del processo, il 5 febbraio 2015, si è dichiarato innocente.
L'11 febbraio 2015 Francesco Schettino è stato condannato a 16 anni di reclusione (dieci per omicidio plurimo colposo e lesioni colpose, cinque per naufragio colposo, uno per abbandono della nave) e un mese di arresto; sia Schettino, sia Costa Crociere sono stati condannati in solido al pagamento di risarcimenti di 1,5 milioni di euro per il Ministero dell'ambiente, un milione per la Presidenza del Consiglio dei ministri, 500 000 euro per i Ministeri della difesa, delle infrastrutture, dell'interno e per il Dipartimento della Protezione Civile, 300 000 euro per il Comune del Giglio e numerosi altri risarcimenti ai parenti delle vittime e ai feriti e naufraghi. In precedenza la Costa Crociere aveva già risarcito 2 623 passeggeri e 906 membri dell'equipaggio con 85 milioni di euro.
Il 31 maggio 2016 la condanna a 16 anni è stata confermata anche in secondo grado dalla Corte d'appello di Firenze. Schettino è stato anche interdetto per 5 anni da tutte le professioni marittime. Le provvisionali a favore dei passeggeri che si sono costituiti parte civile anche in questo secondo grado di giudizio sono state tutte elevate, mediamente di 15 000 euro ciascuna, portando i risarcimenti riconosciuti ai sopravvissuti tra i 40 000 e 65 000 euro ciascuno.
Il giudizio penale è confermato in via definitiva dalla Corte di cassazione il 12 maggio 2017. Schettino si è costituito nell'istituto penitenziario romano di Rebibbia immediatamente dopo la sentenza. Il suo avvocato ha annunciato un ricorso alla Corte europea dei diritti dell'uomo, il quale non ha tuttavia trovato accoglimento.

## Recupero della nave

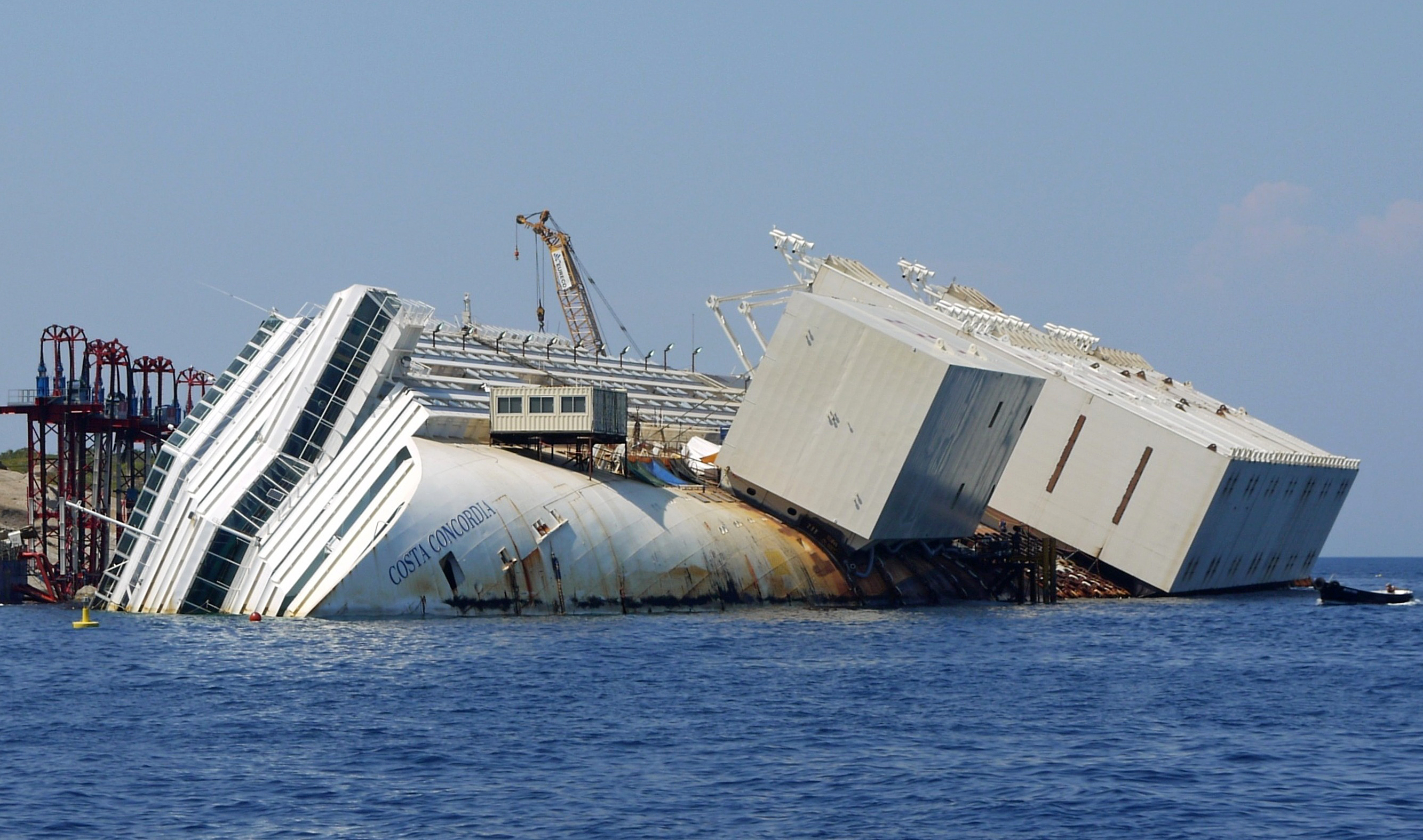
Il relitto con i cassoni montati, nel luglio 2013

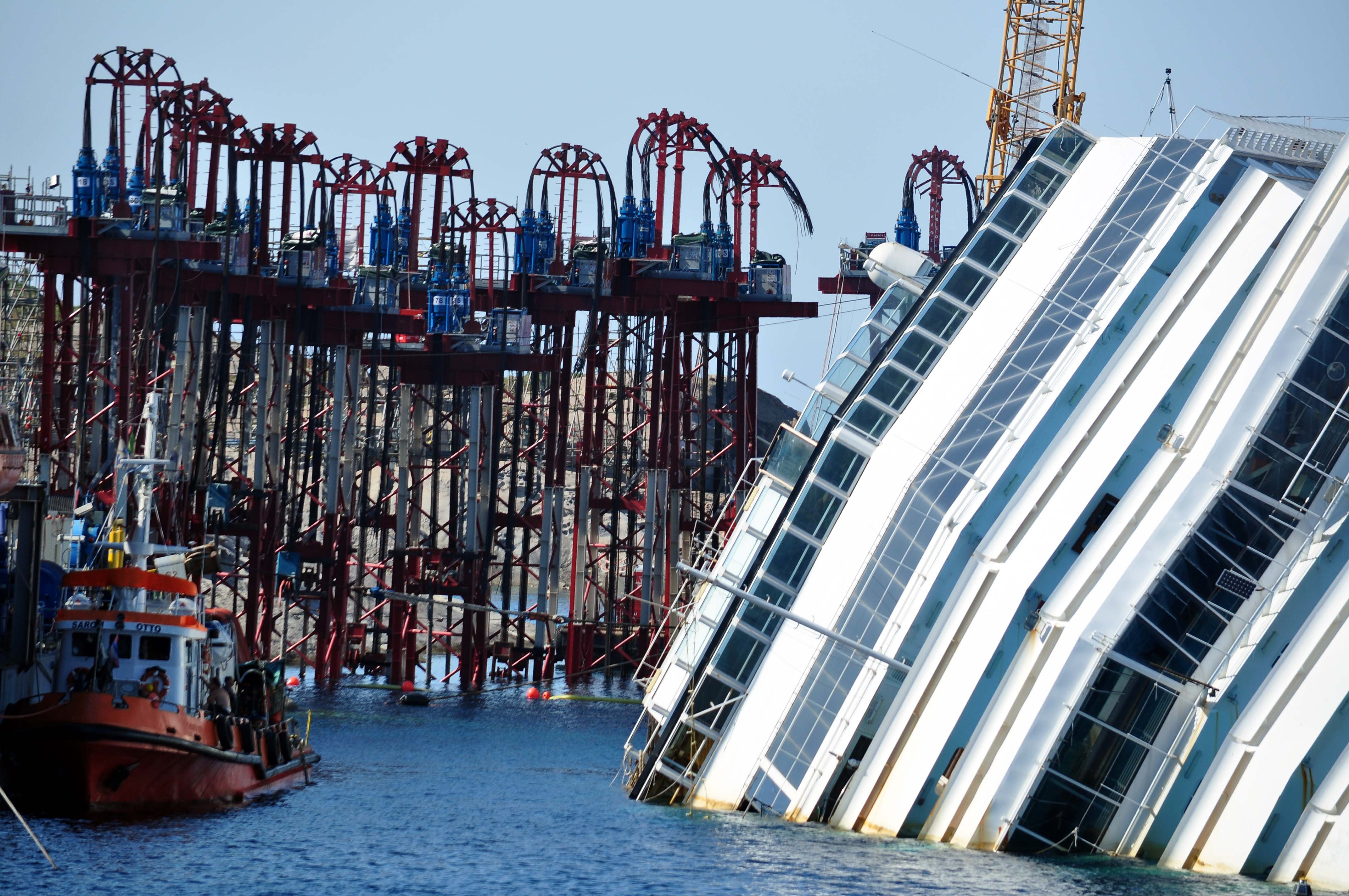
Le sommità delle torrette sostengono i martinetti idraulici (strand jacks) necessari a tirare i cavi di acciaio per ribaltare e rimettere in asse il relitto

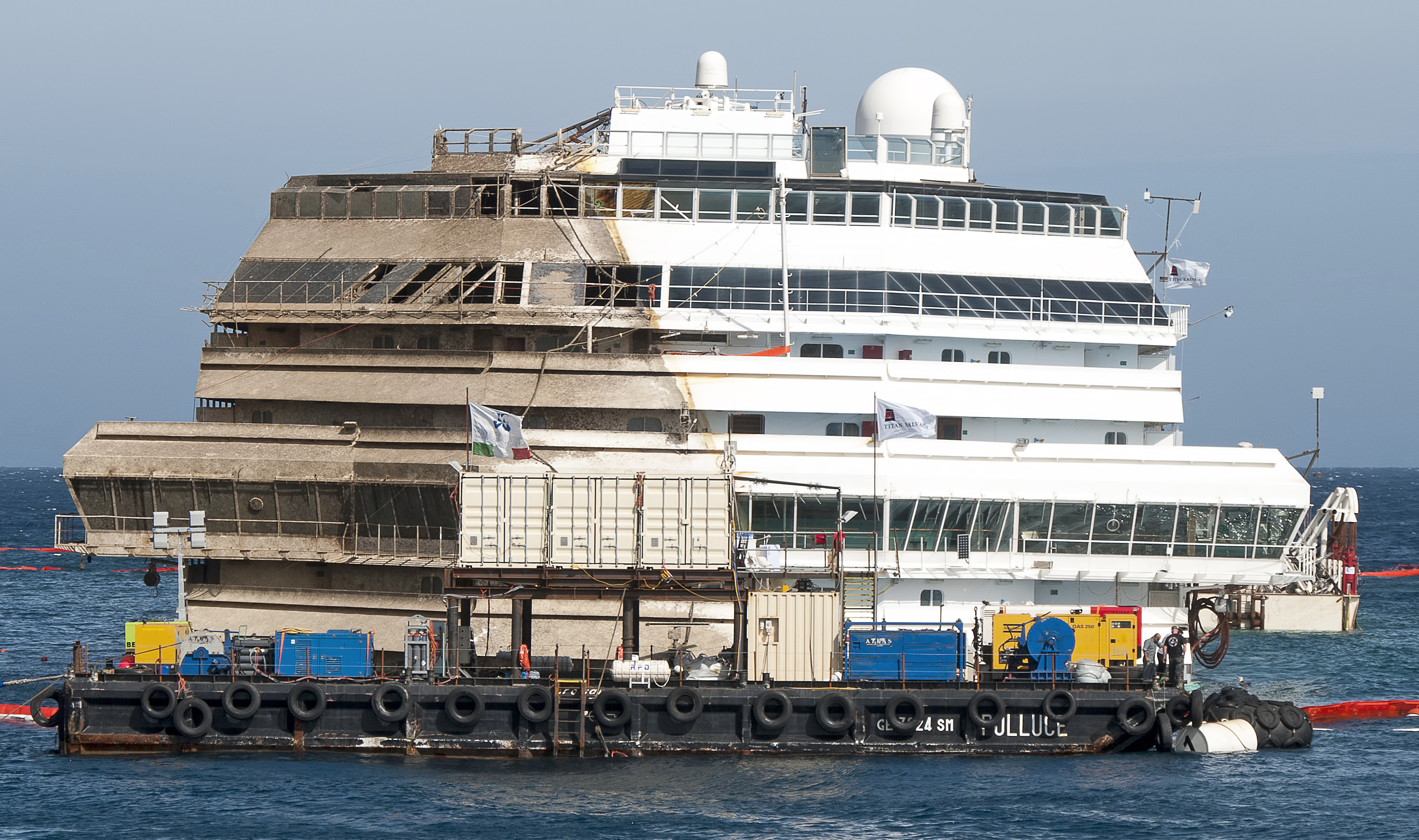
Rotazione conclusa

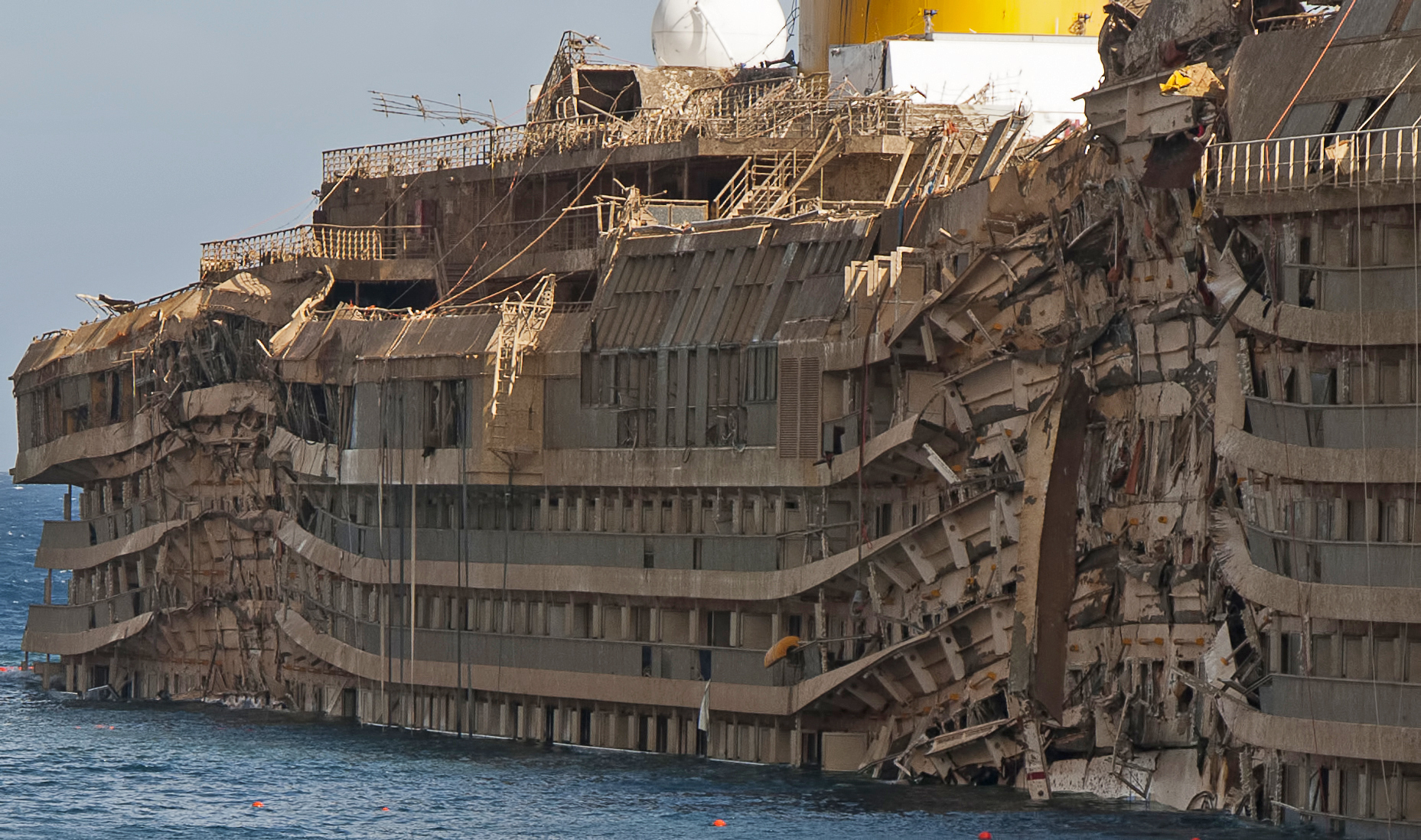
Il lato rimasto sotto il livello del mare visibilmente danneggiato e corroso dalla salsedine. Si notano due rientranze prodotte dallo schiacciamento dei balconi contro il fondale marino irregolare.

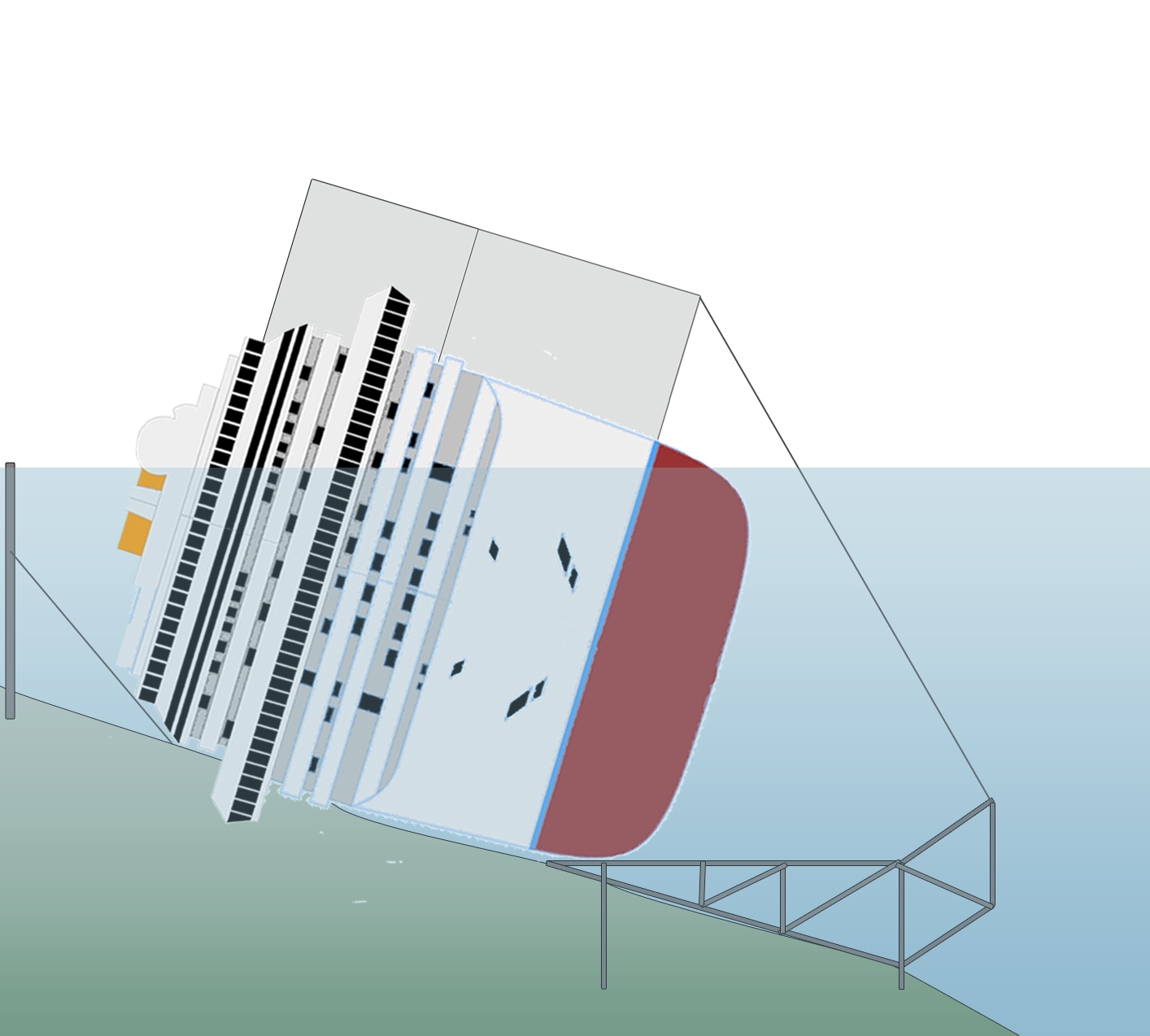
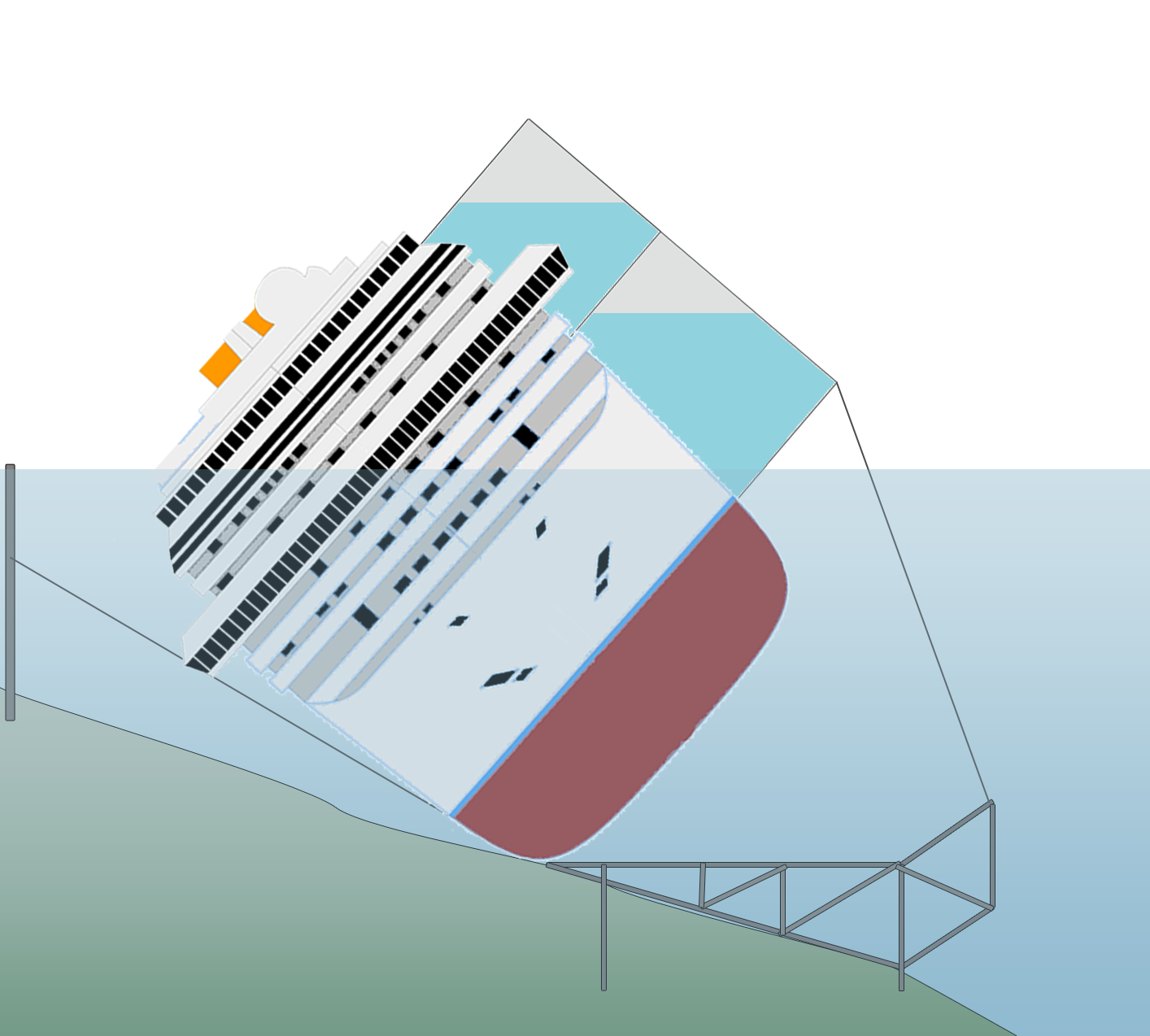
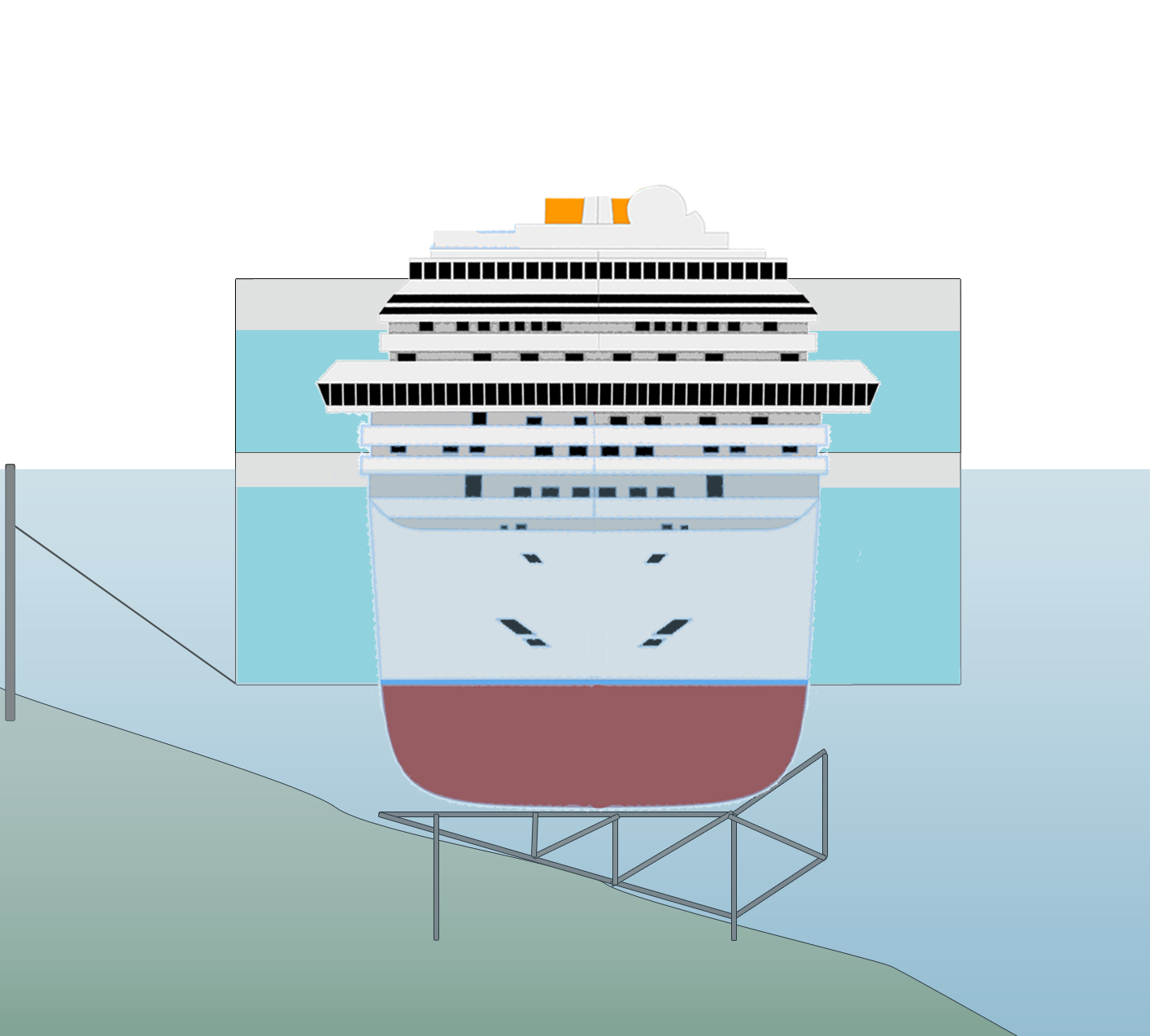

Costa Concordia è stata la nave dalle più grandi dimensioni di cui si sia mai tentato e realizzato il recupero, sebbene già nel passato in Italia si fossero sollevate dal fondo le corazzate Leonardo da Vinci e Conte di Cavour.
Dopo il naufragio, il relitto di Costa Concordia si era mosso di alcuni centimetri a causa del moto ondoso e delle correnti, col rischio di scivolamento lungo il fondale fino alla pianura sottomarina sottostante la scogliera, a 88 m di profondità, dove sarebbe rimasto completamente sommerso, complicando le operazioni di rimozione.
Del recupero fu incaricata Titan Salvage, una società statunitense specializzata nel settore, che, assieme all'italiana Micoperi, ha gestito la rimessa in assetto e galleggiamento del relitto per poi rimuoverlo. La prima operazione, portata a termine dalla società olandese Smit Salvage, è stata quella di rimozione del combustibile dai serbatoi: la nave conteneva oltre 2 000 tonnellate di IFO 380 cSt (centistokes), un olio combustibile molto denso, e 180 tonnellate di MTO.
Le operazioni di rimozione hanno avuto inizio il 29 maggio 2012. Durante la durata dei lavori sono state osservate le regole stabilite per la salvaguardia dell'ecosistema dell'Isola del Giglio, messo in serio pericolo dalle sostanze nocive fuoriuscite dalla nave dopo il naufragio. Il successivo 15 luglio i tecnici della Titan-Micoperi hanno completato le operazioni di rimozione dello scoglio rimasto conficcato nello scafo.
Nell'aprile 2013 sono stati montati due primi cassoni sul lato di sinistra, nell'ambito del piano di recupero che ha poi previsto, dopo la stabilizzazione del relitto, il montaggio di 30 cassoni (15 per lato), per garantire la galleggiabilità.

### Operazione di rotazione della nave
Il 16 settembre 2013 alle ore 9:06, con circa tre ore di ritardo dovute alle avverse condizioni meteomarine, hanno avuto inizio i lavori per ruotare e raddrizzare, in gergo tecnico "lentìare" (in inglese parbuckling) la nave, sotto la direzione del sudafricano Nick Sloane, operazione mai tentata prima per una nave di così elevato tonnellaggio. L'intera fase di rotazione del relitto è stata ripresa in diretta da molteplici testate giornalistiche, riscuotendo interesse internazionale. L'operazione ha avuto una durata di circa 19 ore, concludendosi il 17 settembre intorno alle 4 del mattino; il capo del Dipartimento della protezione civile Franco Gabrielli ha annunciato che il raddrizzamento della nave era andato a buon fine, dopo una rotazione di 65 gradi. Costa Concordia presentava il lato rimasto sotto il livello del mare danneggiato e corroso dalla salsedine. A seguito del raddrizzamento sono stati recuperati i resti di uno degli ultimi due dispersi, e presumibilmente individuati quelli dell'altro. In ottobre, le lance di salvataggio custodite a Monte Argentario sono state rimosse per lo smantellamento in Turchia. Il 1º febbraio 2014, durante i lavori per l'installazione dei cassoni sul lato dritto, si è verificato un incidente subacqueo in cui è deceduto il sommozzatore spagnolo Israel Franco Moreno, a causa del dissanguamento per una ferita a una gamba rimasta incastrata tra le lamiere.

### Rimozione e demolizione del relitto della nave

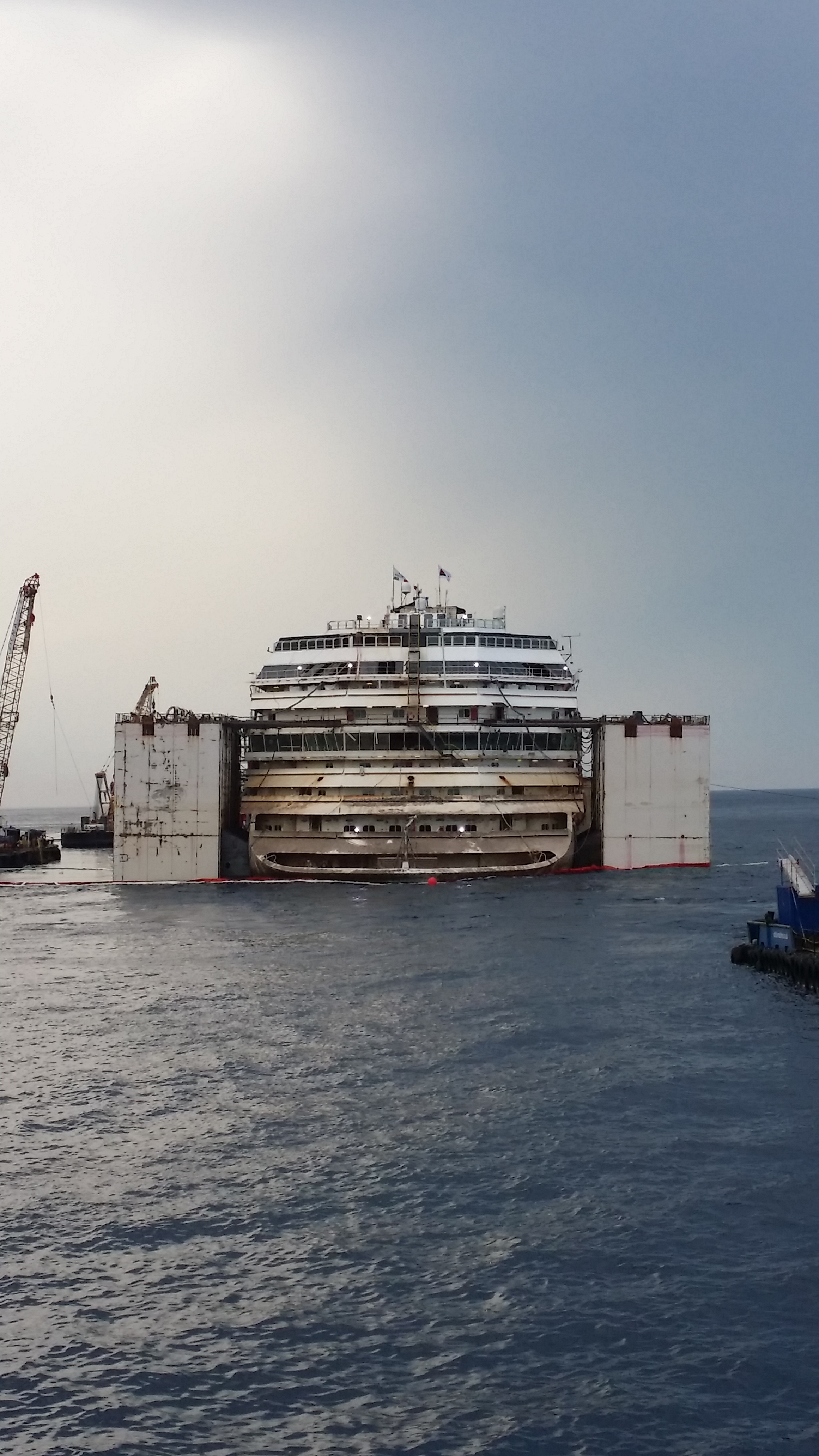
Vista frontale della Costa Concordia durante il rigalleggiamento

Il 30 giugno 2014 il Consiglio dei ministri della Repubblica Italiana annunciò che la demolizione del relitto della nave avrebbe avuto luogo nel porto di Genova. L'inizio della procedura di rimozione della Costa Concordia dall'isola del Giglio è avvenuto il 14 luglio 2014, terminate le operazioni di rigalleggiamento (refloating) del relitto, la Costa Concordia, trainata da due rimorchiatori oceanici, il Blizzard e il Resolve Earl, ha lasciato definitivamente l'isola del Giglio mercoledì 23 luglio 2014. Il viaggio dal Giglio a Genova è stato lungo 200 miglia nautiche (circa 370 chilometri) ed è durato poco meno di quattro giorni a una velocità media di 2,5 miglia all'ora.
Costa Concordia arrivò a Genova all'alba di domenica 27 luglio nell'area portuale di Pra' per la prima parte dello smantellamento, per essere trasferita, il 12 maggio 2015, nell'area dell'ex Superbacino del porto di Genova, per la definitiva demolizione.
Dall'arrivo a Genova la proprietà non è più di Costa Crociere ma del Consorzio Ship Recycling, associazione di imprese che vede Saipem (al 51%) e San Giorgio del Porto (al 49%) per lo smantellamento e la demolizione del relitto con una commessa di 100 milioni di euro, 22 mesi di lavoro, 1 000 uomini impiegati e 53 aziende coinvolte. Delle 50 000 tonnellate di acciaio, l'80% è stato riciclato. La Saipem ha firmato un accordo con Feralpi Siderurgica SpA (presieduta da Giuseppe Pasini) per la vendita dei rottami.
Lo smantellamento completo del relitto è stato ufficialmente concluso il 7 luglio 2017.

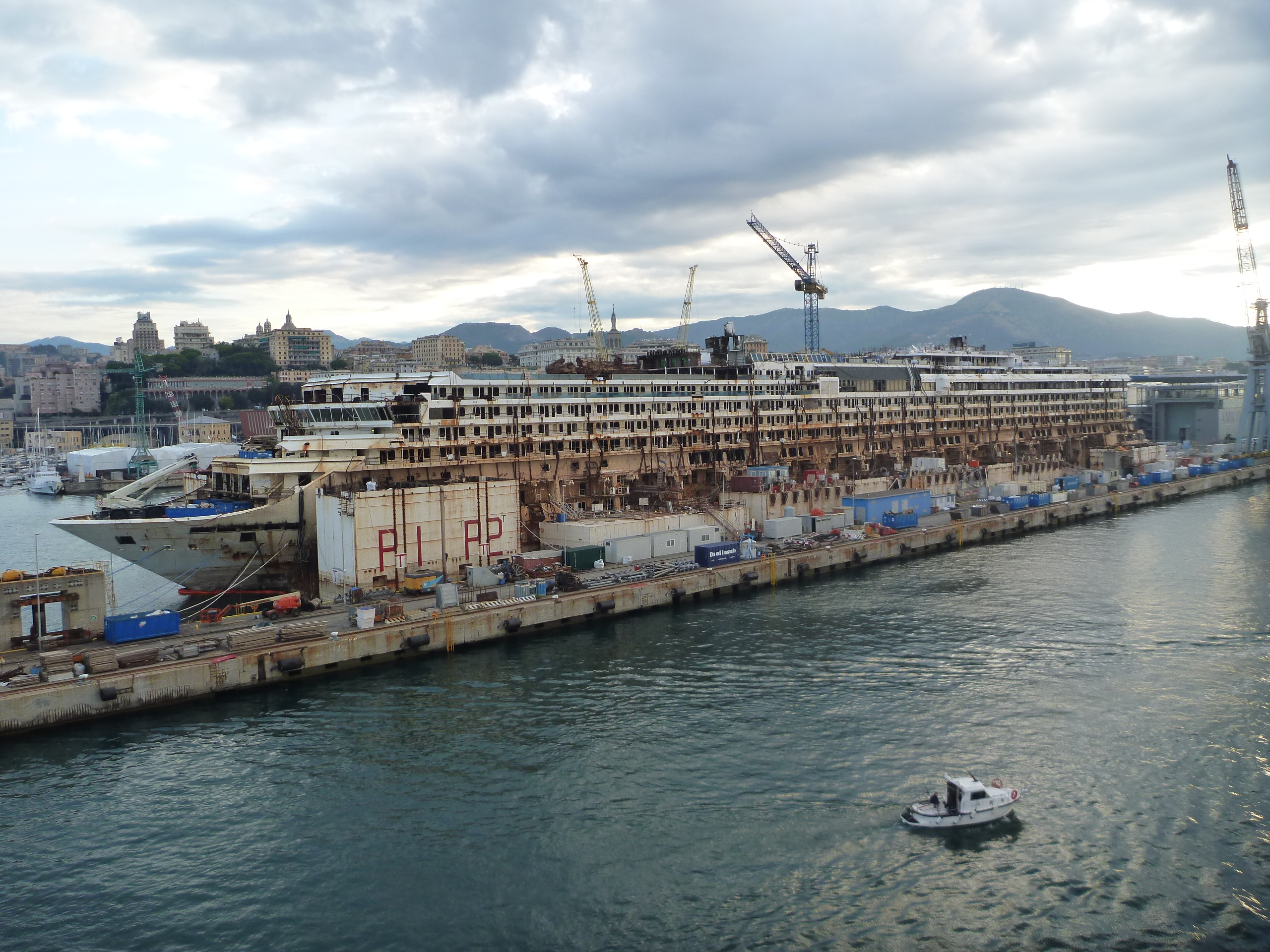
La nave durante i lavori di smantellamento

## Pulizia dei fondali del Giglio
Le operazioni di pulizia dei fondali e di rimozioni dei sedimenti a Punta Gabbianara, iniziate il 23 luglio 2014, immediatamente dopo la rimozione del relitto della nave, si sono concluse ufficialmente il 7 maggio 2018.

L'ingresso del relitto della Costa Concordia nel Porto di Pra'

## Implicazioni economiche
Costa Crociere aveva assicurato la nave presso il gruppo Aon per 500 milioni di euro per nave, scafo e macchine: il rischio per i passeggeri invece è suddiviso fra una moltitudine di altre compagnie (pratica usuale nella mediazione marittima, in cui il rischio è diviso per carature).
Si è stimato che le assicurazioni debbano liquidare complessivamente risarcimenti per oltre un miliardo di euro.

### Documenti
- Sgt. Np/Oe Giuseppe Canicattì, Brogliaccio della Capitaneria di porto di Livorno, circa gli avvenimenti registrati la sera dell'incidente (13-14 gennaio 2012)
- c.re Raffaele Izzo, Intercettazione ambientale a Francesco Schettino eseguita dal Nucleo investigativo dei Carabinieri di Orbetello (14 gennaio 2012)
- AA. VV. Deposizioni del secondo ufficiale di macchina Alberto Fiorito, del direttore di macchina Giuseppe Pilon, del terzo ufficiale Silvia Coronica e del comandante in seconda Roberto Bosio (14 gennaio 2012)
- AA. VV. Deposizione del timoniere Jacob Rusli Bin (15 gennaio 2012)
- AA. VV. Deposizione del safety officer Martino Pellegrini (15 gennaio 2012)
- AA. VV. Verbale dell'interrogatorio a Francesco Schettino, parte I (17 gennaio 2012)
- AA. VV. Verbale dell'interrogatorio a Francesco Schettino, parte II (17 gennaio 2012)
- AA. VV. Verbale dell'interrogatorio a Francesco Schettino, parte III (17 gennaio 2012)
- AA. VV. Verbale dell'interrogatorio a Francesco Schettino, parte IV (17 gennaio 2012)
- GIP dottoressa Valeria Montesarchio "Ordinanza" di arresti domiciliari per Francesco Schettino (17 gennaio 2012)
- AA. VV. Relazione tecnica dei consulenti nominati dal GIP del tribunale di Grosseto (11 settembre 2012)
- AA. VV. Richiesta di rinvio a giudizio
- AA. VV. Elenco delle parti offese naufragio Costa Concordia

### Testi
- Bruno Neri, Iacopo Cavallini, Alessandro Gaeta, Alfonso M. Iacono, Costa Concordia. L'altro volto della verità. Edizioni ETS, 2013. ISBN 978-88-467-3621-5
- Alessandro Gaeta. Il capitano e la Concordia. Inchiesta sul naufragio all'Isola del Giglio. Edizioni Anordest, 2012. ISBN 978-88-96742-59-4
- Tiziana Lorenzelli, Matteo Piazza. Costa Concordia. Architettura sospesa nel blu. Mondadori Electa, Milano, 2006. ISBN 978-88-370-4618-7
- Fabio Massa, Lorenzo Lamperti, Maria Carla Rota. Vada a bordo, cazzo! Le carte segrete del naufragio Concordia. Affari Italiani Editore, 2012. ISBN 978-88-97579-07-6
- Paola Miglio, Davide Loreti. La nave della vergogna. Fivestore, 2012, ISBN 978-88-97453-62-8
- Mara Parmegiani Alfonsi. L'inchino. Storia di un naufragio. Rotoform, 2012. ISBN 978-88-89379-20-2